# Klezmer

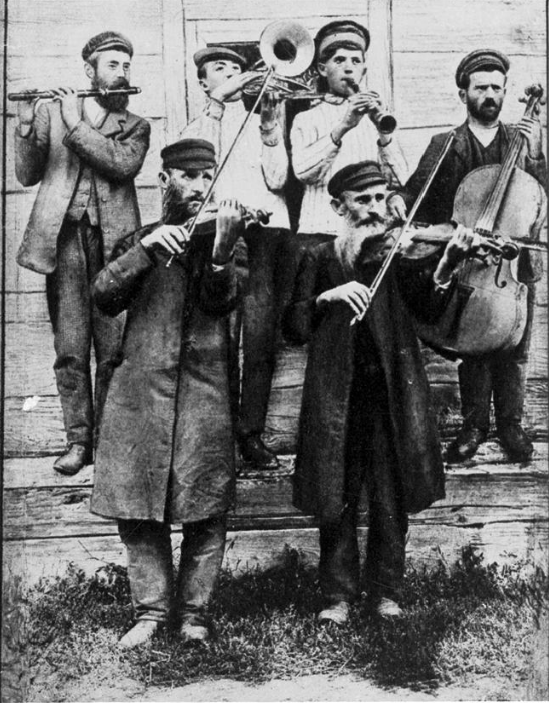
Klezmorim, 1925.

El klezmer (del yiddish קלעזמער, del hebreo כליזמר, pl. כליזמרים) es un género musical étnico originado en la tradición askenazí de Europa del Este. Se desarrolló rápidamente en las comunidades judías existentes antes de las dos guerras mundiales. Interpretada por los klezmorim (músicos o agrupaciones musicales profesionales), la música klezmer constaba principalmente de melodías de baile y muestras de piezas instrumentales para bodas y otras celebraciones en sus principios, consolidándose posteriormente como género musical independiente con características únicas y bien definidas. En la actualidad, la música klezmer todavía es interpretada en casi todo el mundo, y su esencia y sonido permanecen prácticamente inalterados.

## Etimología
El término klezmer proviene de la combinación de dos radicales hebreos: 
- כְּלִי [k'lî], 'herramienta, instrumento, implemento, utensilio'; (anatomía) 'órgano'; 'habilidad'; 'recipiente'; (Talmud) 'vestido'; (Tanaj) 'arma', 'brazo'; (slang) 'alguien particularmente exitoso, talentoso, influyente'.
- זֶמֶר ['zęmęr], 'canción'; 'hacer música'.

### Acepciones
Las palabras de la expresión כְּלֵי־זֶמֶר k'lệy-zęmęr, se unieron para componer un solo vocablo כְּלֵיזְמֶר klệzmęr > klezmer (yiddish: קלעזמער), lit. 'recipientes de canción/melodía' o 'vehículo de la canción/melodía',"instrumento musical">"instrumentista de la canción"; 'juglar' o 'trovador' (Europa Oriental e Israel); 'músico folclórico judío'.
El término klezmer se refería originalmente a:
1. Los instrumentos musicales con los que se interpretaba esta música; la etimología nos hace imaginar que los instrumentos reemplazaron progresivamente a las voces. Para Giora Feidman, klezmer significa que los instrumentos son esencialmente los altoparlantes de la voz interior que canta en el alma de todos.

El término se extendió posteriormente, a mediados del siglo XVII para denominar a:
1. Los músicos mismos, que hoy son llamados klezmorim. De los siglos XVI al XVIII palabras más antiguas como lets (bufón,juglar) cedieron el paso.[2] En un manuscrito del siglo XVI, descubierto en la genizah de la sinagoga Ben Ezra en El Cairo, y preservado en The Trinity College of Cambridge, el término klezmer, califica por primera vez al músico en vez de al instrumento. Para el siglo XVII, se podían distinguir entre funciones de klezmorim (músicos), letsonim (artistas y animadores públicos), badkhonim (maestros de ceremonias en las fiestas nupciales) y jazanim (cantores de sinagoga). Desde entonces esta calificación existe en muchas canciones yiddish antiguas y nuevas. Pero en el argot klezmer ‘klezmerloshn’, un músico preferiría llamarse a sí mismo ‘labushnik’ o, en una especie de inversión de sílabas: ‘balshnik’. Opuesto al ‘muzikant’, el klezmer, era un músico que no leía notación y que tocaba música tradicional de oído. El término klezmer era preferible para un músico judío en contraste con la denominación “muzikant”, del cual desistían como reacción (eran dos conceptos mutuamente excluyentes). La palabra klezmer para designar al intérprete, se abrió paso en Alemania sólo hasta el siglo XVIII, con el influjo de músicos judíos de Bohemia y Polonia. Esta distinción permaneció hasta fines del siglo XIX, cuando se admitieron judíos en los conservatorios de Rusia y el Imperio Austro-Húngaro.[3]

No fue sino hasta el siglo XX que el término se fue usado para identificar:
1. El género musical. La expresión klezmerishe muzik (música klezmer), fue introducida en 1938 por el famoso musicólogo Moshe Beregovsky (1892-1961) en su libro Yiddishe Instrumentalishe Folksmuzik[4] (1937) y adaptado al hebreo musikah klezmerit (מוּזִיקָה כְּלֵיזְמֶרִית) por Walter Zev Feldman y Joachim Stutchevski. Al comienzo, las grabaciones y escritos del siglo XX, se referían a menudo al estilo como “Música Yiddish”, aunque algunas veces llamada música Freilekh (lit.música alegre). La primera grabación en usar el término klezmer para referirse a la música, fue la influyente obra Jewish Klezmer Music de Andy Statman y Zev Feldman.

## Historia
Aunque comparada con otros estilos folclóricos europeos, muy poco es lo que se sabe acerca de la historia de la música klezmer, y buena parte de lo que se dice ha de ser tomado como conjetura. La historia del klezmer está intrínsecamente vinculada al destino del pueblo judío a través de los siglos: la diáspora, las expulsiones, las migraciones, las persecuciones, los guetos, los asedios, eran parte de la vida cotidiana de las comunidades judías. La música judía en general, compila una enorme variedad de manifestaciones a lo largo del tiempo, su existencia data desde las posibles manifestaciones musicales tribales, pasando por la música vocal de los levitas en la Jerusalén e incluyendo el resurgimiento del género klezmer. 

### Antecedentes
El Tanaj contiene varias descripciones de orquestas y levitas interpretando música, pero después de la destrucción del Segundo Beth Hamikdash o Templo de Jerusalén, en el año 70 d. C., y la consiguiente diáspora, muchos rabinos, mediante órdenes halájicas desalentaron el uso de instrumentos musicales; exceptuando el shofar durante los días sagrados de Rosh Hashanah y Yom Kippur.
Los salmos compuestos por el rey David son quizá unas de las primeras piezas estructuradas de música, donde los cambios de modo, tiempo y dinámica se presentan claramente. Los salmos son himnos que alaban al creador. Como las canciones modernas, los salmos reflejan los hechos que ocurrían en la vida diaria a nivel personal y social. Los salmos son el núcleo del ritual litúrgico judío y eran cantados por los levitas en el templo de Jerusalén, los salmos constituyen una clara conexión entre música instrumental y liturgia. Desafortunadamente, no se sabe cómo sonaba esta música, pues no existía notación musical escrita en esos tiempos. Después de la destrucción del Segundo Templo, ni una sola nota de dichas melodías sobrevivió.
Lo más cercano a la notación musical en la tradición judía son los טעמי המקרא (ta’amey hamikra’) o acentos de lectura, que son 
indicadores de la cadencia ritual de las lecturas del Tanaj en los servicios de la sinagoga. La cadencia se da de acuerdo con las notaciones, signos o marcas especiales impresos en el texto masorético para complementar las letras y los puntos de vocalización, algunos de estos también eran usados en algunos manuscritos medievales de la Mishná. Un propósito primordial de los signos de acento es guiar la inflexión de los textos sacros durante el servicio de adoración público. Los signos de acentuación indican tres tipos de acentuación. La primera es la acentuación tónica, indica la sílaba específica donde cae el énfasis de la pronunciación de una palabra. La segunda es la acentuación sintáctica, divide las frases o versos en unidades de significado menores. Esta función se cumple a través del uso de variados signos conjuntivos (que indican que la palabra debe estar conectada en una sola frase) y especialmente una jerarquía de signos divisores de variada fuerza, que divide cada verso en partes menores. La función de los acentos disyuntivos puede ser comparada con los puntos, comas, punto y coma, etc. La tercera acentuación es la musical, los signos de acentuación tienen valor musical: leer el Tanaj con acentos se convierte en un canto, donde el ritmo se convierte en instrumento para ponderar la acentuación y la sintaxis apropiada. Los motivos musicales asociados con los signos son conocidos en hebreo como niggûn נִגּוּן . Estos modos musicales para leer el Tanaj, inspiraría los motivos musicales usados en la plegaria o shteyger de los cuales está a cargo el jazán o cantor de sinagoga.

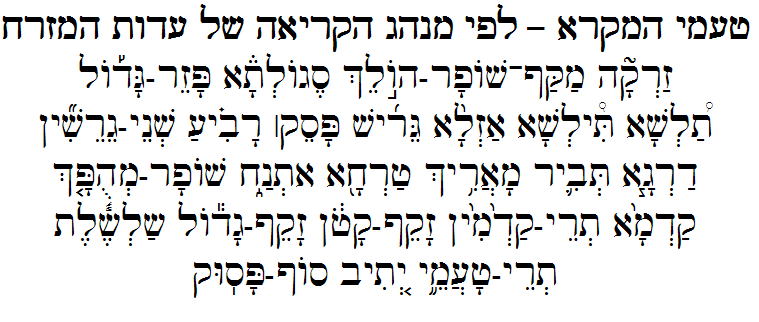
Tabla de nomenclatura de los acentos de lectura, según el sistema sefardí.

Bereshit 1:9: Y dijo D-s, "que se reúnan las aguas."
Letras consonantes en negro; puntuaciones vocales y dagueshim (marcas de duplicación) en rojo; acentos en azul.

La destrucción del Segundo Templo de Jerusalén, marcó el inicio de un período de luto colectivo donde el disfrute de la música instrumental quedó vetado. De ahí en adelante, en la sinagoga, la música instrumental fue sustituida por el canto del jazán. Desde el luto que le siguió, la prohibición de música instrumental impidió el florecimiento musical. Sin embargo, la música se destinaba a acompañar eventos alegres seculares, pero también celebraciones religiosas alegres (simkhes) como bodas, ceremonias de circuncisión o inauguraciones de sinagogas y nuevos rollos de Torá.
La importancia de animar las bodas no disminuyó, y los músicos que vinieron a llenar ese nicho, fueron los klezmorim. El primer músico klezmer conocido fue Yakobius ben Yakobius, un intérprete del aulós en Samaria en el siglo II.
La prohibición de música instrumental se suavizó de algún modo, un milenio después. En la Europa Medieval los klezmorim o agrupaciones musicales judías, eran preferidas a menudo por la nobleza cristiana, esta preferencia combinada con el prejuicio, causó la expedición de altos impuestos para los músicos judíos. Eventualmente no se les permitiría presentarse a eventos sin un permiso especial de las autoridades gubernamentales. Finalmente, no se les permitió ni siquiera presentarse en sus propias funciones. Ocasionalmente, pero solo bajo circunstancias especiales tenían permitido tocar. Tanto los gobiernos locales como las autoridades rabínicas (por diferentes razones), tenían control sobre los límites de tiempo y el número de músicos que podían tocar en las orquestas. En muchos casos, cualquier intento de desobedecer dichas normas podía resultar en severas consecuencias. A pesar de las dificultades y amenazas a los klezmorim, ciertas bandas ya organizadas siguieron desarrollándose, mediante vacíos legales, se presentaban para múltiples ocasiones religiosas y seculares. En muchas ciudades (como Metz, Fráncfort del Meno o Praga), la actividad de los músicos judíos tenía fuertes impuestos y estaban restringidos en tanto al tiempo y ocasión en el que podían tocar o qué instrumentos podían emplear. En la Edad Media, el crecimiento de la música secular fue liderado por trovadores y juglares ambulantes que tocaban para todos los niveles sociales, y los judíos imitaron este surgimiento. Dos judíos provenzales, Bonfils de Narbonne y Charlot le Juif, fueron famosos trovadores en el siglo XIII. Se cree que uno de los primeros cancioneros alemanes, de 1450 fue escrito por un juglar judío. En Italia, con su actitud más liberal hacia los judíos y ciudades cosmopolitas, hay registros en el siglo XVI de músicos judíos y profesores de baile así como una escuela de canto dirigida por Salomone Rossi quien era patrocinado por un duque (para quien dirigía una orquesta). La música instrumental judía floreció en Italia durante el Renacimiento (incluyendo una breve aparición de mujeres intérpretes) pero sufrió represión de la iglesia en el siglo XVII. En Alemania, la música secular se tocaba para el baile (su estilo era muy distinto al italiano) y los salones de baile tuvieron un auge desde el siglo XII entreteniendo en forma de teatro, juego, música y baile. Los primeros grupos musicales para baile se componían de laúd y una gaita, pero grupos más tardíos incluyeron una gama mayor de instrumentos medievales. La danza acompañada de música instrumental, tomó lugar en las celebraciones judías de Simjat Torá, Purim y Janucá, como también en los matrimonios y ocasiones seculares.

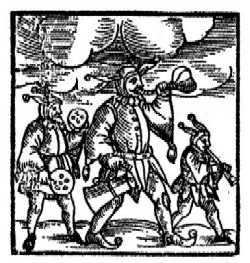
Purimshpiler, Ámsterdam, 1723.

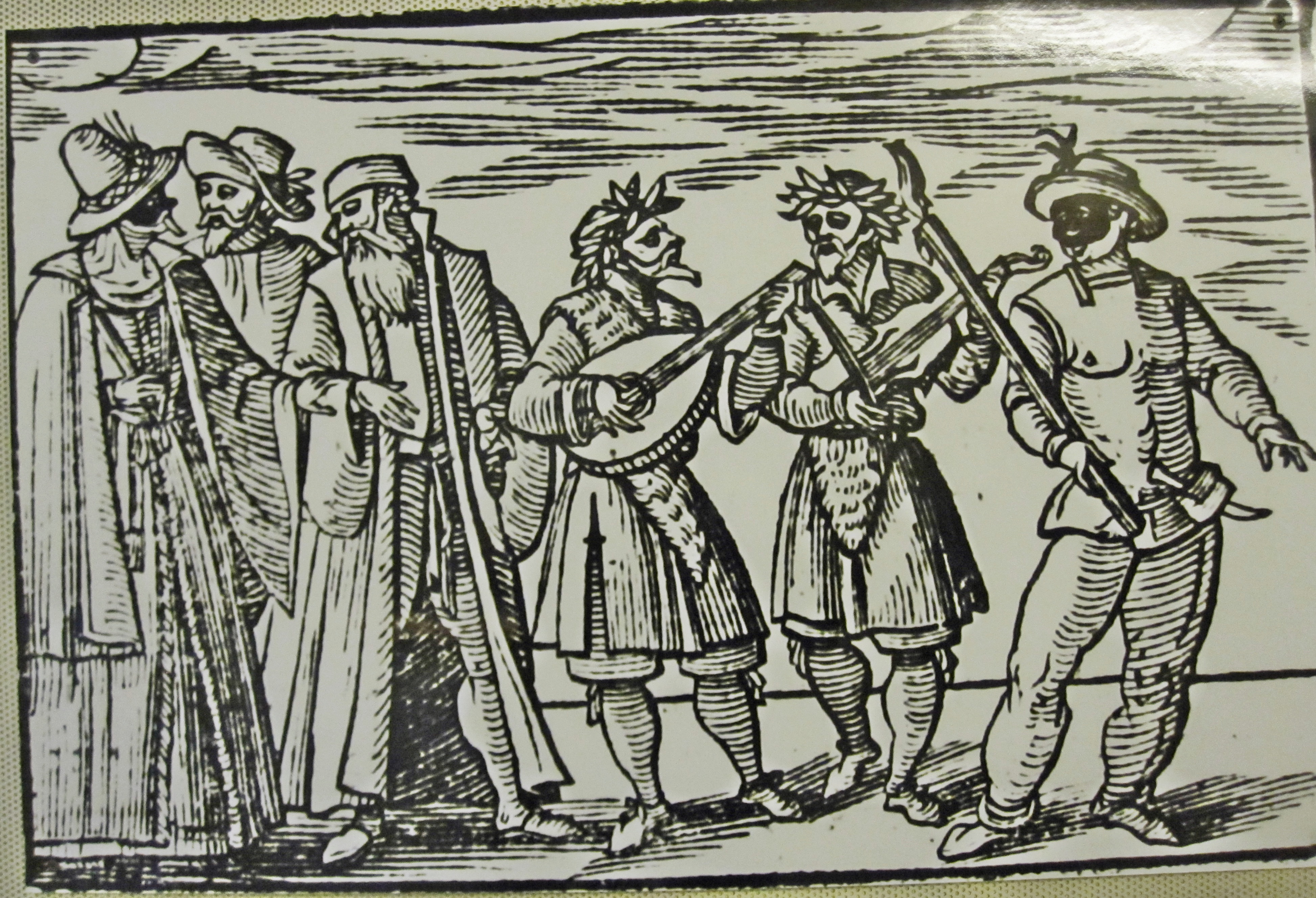
Purim, xilografía de Sefer Minhagim (Libro de Costumbres) Venecia, Italia 1741.

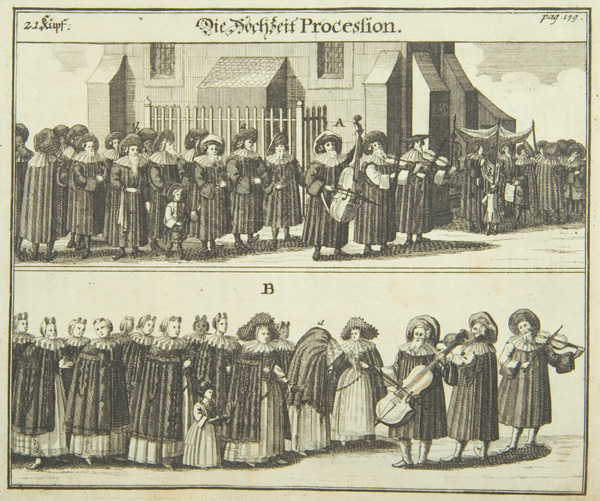
Procesión nupcial. Grabado alemán, ca. 1700. En el panel A, el novio pasa delante de la sinagoga escoltado por los hombres de la comunidad hacia el palio nupcial. En el panel B, la novia con el velo junto a las mujeres, hacia la ceremonia. En ambos, se destacan los músicos.

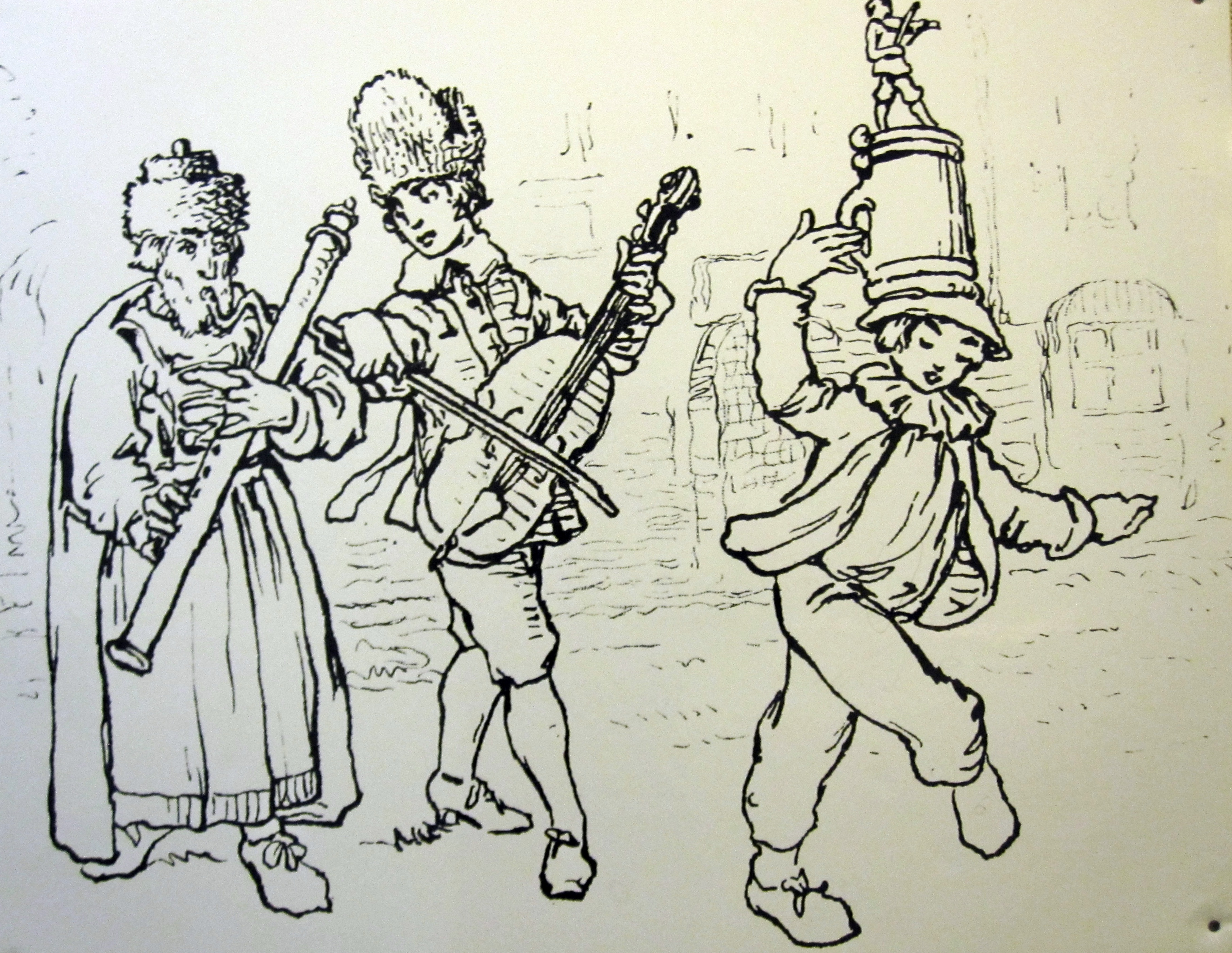
Músicos judíos, Praga, 1741.

A finales del Medioevo aparecieron los primeros gremios de músicos judíos y se suavizaron algunas prohibiciones gradualmente. La música interpretada por los klezmorim era de origen mixto. Los músicos gentiles, estaban airados por el uso de klezmorim en festividades europeas-cristianas. Existen descripciones de klezmorim tocando en eventos como desfiles en Praga del siglo XVI. Se menciona la participación de mujeres en este momento pero subsecuentemente desaparecerían como klezmorim, hasta finales del siglo XX. Los registros escritos más antiguos sobre klezmorim y sus agremiaciones datan del siglo XV y XVI, datan del año 1558 en Praga y 1654 en Lublin. Debe tenerse en cuenta que es poco probable que tocaran música reconocible como klezmer actualmente, dado que se cree que el estilo y estructura del klezmer como lo conocemos hoy viene principalmente de la región de Besarabia del siglo XIX, donde se escribió el mayor volumen del repertorio tradicional que actualmente se conoce. En Bohemia durante la década de 1641-1651 se quejaron repetidamente ante las autoridades aduciendo que estas agrupaciones musicales judías confundían los significados de las palabras sagradas. Fueron acusados también de “no poseer música propia, sino imitar la música cristiana de una manera miserable”

### Orígenes y consolidación
Para fines del siglo XVI y comienzos del siglo XVII, los músicos judíos de Bohemia y de la entonces mancomunidad polaco-lituana formaron sus propias asociaciones, lo que subió el estatus de los músicos judíos. En los gremios de músicos se votaba, se fijaban tarifas, licenciaban miembros y se suministraban beneficios.
La agitación política y disturbios continuaron en Europa con la Guerra de los 30 años (1618-1648) acompañadas de persecución de comunidades judías. Las masacres de Jmelnytsky (1648-1651) fueron particularmente severas y resultaron en una mayor dispersión de judíos. Algunos se reubicaron en el Imperio otomano e introdujeron formas musicales turcas a sus repertorios. El siglo XVII vio el colapso del Imperio polaco y enormes áreas fueron absorbidas por Austria, Hungría y Rusia. Después de la expulsión de los turcos en 1699, algunos klezmorim emigraron del sur de Polonia a Hungría y colaboraron con músicos gitanos, llevando a una profunda interacción entre la música popular húngara y la judía.
En 1791, la zarina Catalina la Grande creó y estableció la Zona de Asentamiento, como la única área en la que los judíos tenían permitido vivir. Tras 95 años, cerca de 5.5 millones de judíos se habían asentado en la zona, que se componía de pequeños pueblos rurales o shtetl pl. shtetlekh. Los klezmorim podían estar radicados en cierto shtetl, pero tendían a trasladarse por lo general para presentarse en ocasiones especiales como en conciertos para la nobleza local.
Aparte de los klezmorim, los únicos músicos profesionales en la Zona de Asentamiento eran los gitanos; como resultado, los dos grupos combinaban fuerzas con frecuencia. La influencia de cada uno de los grupos musicales puede percibirse en ambos. Gracias a este intercambio de estilos musicales, muchas de las tonadas klezmer de Hungría sobrevivieron el siglo XX, pese a que los judíos húngaros, incluyendo los klezmorim, habían sido destruidos. 
La emancipación de los judíos en tierras de Habsburgo en 1867, condujo a una rápida decadencia de la profesión klezmer en Hungría y en Bohemia-Moravia. Las agrupaciones gitanas asumieron entonces las posiciones sociales que ocupaban los klezmorim anteriormente. Los grupos que combinaban músicos judíos y gitanos se convirtieron en el estándar en la Moldavia otomana y la Besarabia rusa. En Moldavia, sin embargo –a diferencia de la situación en Hungría y Bohemia- el elemento musical judío se mantuvo fuerte, atrayendo a músicos no-judíos que interpretaban y componían en un estilo “judío”.
Con el tiempo, se prescribieron nuevas reglamentaciones rabínicas y de los gobiernos locales con respecto al número de músicos permitidos en funciones específicas, tales como bodas. La profesión musical, como muchas de otras ocupaciones era un asunto familiar. Los ensembles klezmer (di klezmer, kapelye, o khevrisa) eran exclusivamente hombres. Tradicionalmente el director era el primer violín, quien usualmente le pasaba su posición a su hijo o yerno. Los klezmorim no acompañaban ninguna música vocal judía, a excepción de las bodas, donde instrumentaban las rimas del badkhn. Mientras el líder era usualmente un músico de tiempo completo, los miembros de la banda tenían generalmente, otra profesión. En épocas económicamente mejores, podían incluir la sombrerería u otros oficios; en tiempos duros los klezmorim, se dedicaban a la barbería, la que reclamaban como monopolio.
Aunque los judíos vivían bajo una variedad de restricciones legales en permanente cambio en Europa - afectando el sitio y momento en donde los klezmorim podían desempeñarse - debido a su talento y popularidad, eran contratados para eventos judíos y gentiles; la nobleza cristiana y los mercaderes y campesinos acomodados también buscaban los servicios de los klezmorim. 
Como en muchas regiones la mayoría de músicos eran klezmorim, su actividad musical no estaba limitada a la sociedad judía. En Polonia, había una estricta jerarquía entre las agrupaciones klezmer. Mientras los más grandes magnates polacos importaban sus músicos del extranjero, la pequeña nobleza dependía de los klezmorim locales. Los klezmorim de medio tiempo, o bajo estatus, tocaban frecuentemente en bodas no-judías o en tabernas.

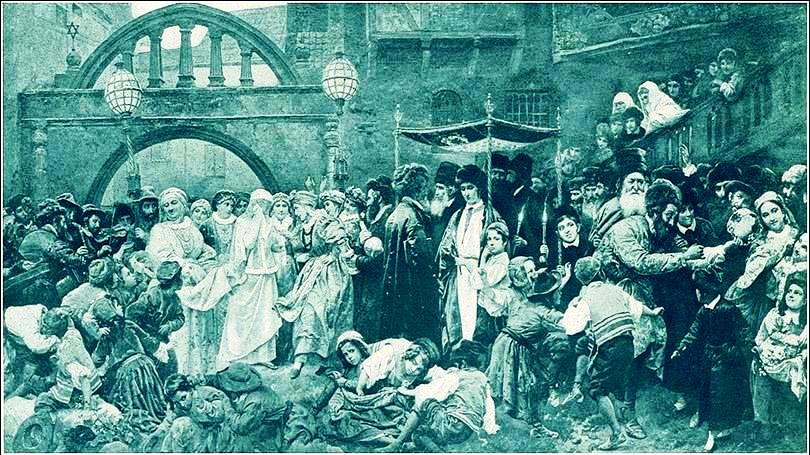
Ceremonia nupcial judía,. Los músicos aparecen en la izquierda.

Dentro de la sociedad judía, el escenario principal y la oportunidad primordial para presentarse y obtener rentabilidades, era la boda. Las bodas judías perduraban más de un día, e incluían una transición que iba desde la música de meditación, seguidas por varias formas de baile, junto con conciertos para los invitados más prestantes. Los mejores klezmorim sólo tocaban en este tipo de conciertos improvisados. El repertorio de la boda estaba afectado por la clase social, por lo que los klezmorim reservaban sus piezas más originales y selectas para las novias de los ricos o para otras familias de posición alta. La calidad de los músicos –y la paga que obtenían- era evaluada por su virtuosismo, su repertorio, pero más que nada, por su habilidad para adaptar la música a quienes escuchaban y bailaban.
Un badkhn (el maestro de ceremonias de la boda), dirigía el klezmorim, improvisaba canciones y poemas sobre la novia y el novio, los invitados, los obsequios, a veces tocaba el violín y guiaba al kapelye (banda), contaba gracejos, hacía imitaciones y en general entretenía la fiesta nupcial a lo largo de los procedimientos de la boda (las ceremonias en la que la novia era sentada, puesta del velo de la novia y la exhortación de la novia y la instrucción del novio), daba un discurso y guiaba a los prometidos, sus familias e invitados a través de puntos emocionales necesarios del día. El badkhn era la intersección entre la música vocal sagrada que cantaba el jazán en la sinagoga y la música instrumental relativamente libre del klezmer También invitaba al baile y a menudo dirigía el baile en la fiesta de acuerdo al plan y a los deseos de los padres de los novios. Los festejos podían durar una semana.
Hay registros en Minsk concernientes a las quejas de un badkhn; en este caso particular, el badkhn local presentó una querella contra el director musical, que estaba ejecutando funciones de badkhn. El reclamante ganó la aprobación del consejo de la ciudad, quien le garantizó el derecho a obtener el trabajo disponible. Sin embargo la norma no tuvo éxito porque cuatro años después el director obtuvo la autorización de trabajar como badkhn, a petición popular, presumiblemente su acto era mejor.
Aparte de las bodas, los klezmorim se presentaban en festivos como Janukkah, Purim y algunas veces en Sukkot, Pesaj y Rosh Jodesh y al finalizar el shabbath, en la sinagoga o en las casas de los ricos. Las ciudades más grandes como Vilna o Berdychiv, se caracterizaban por tener sinagogas con gremios de klezmorim, donde se tocaba música para estas celebraciones, Algunas cortes jasídicas también, fomentaron el desarrollo de la música klezmer, sea por emplear a los klezmorim locales o sea por mantener su propio kapelye, como el rebe de Lubavitch lo hizo en la primera mitad del siglo XIX. Sobrevive un distintivo repertorio klezmer de las cortes de Sadagora y Buhuşi en Bucovina. 
Se afirma que los músicos judíos profesionales o no, solían errar por toda Europa Oriental, para presentarse en varias ocasiones festivas. A menudo pobres, y con fama de ser proclives al alcohol y la promiscuidad, eran vistos como parias, ocupando apenas un nivel sobre mendigos y criminales (‘klezmer’, ‘klezmeruke’ y ‘klezmerivke’ eran palabras usadas de forma peyorativa). No obstante, ganaron una buena reputación, un aprecio por la habilidad en su interpretación y la innovación en su estilo musical. Siguieron siendo muy solicitados.
Algunos de ellos se volvieron celebridades en Europa como el gran músico, Mikhoel-Yosef Gusikov (1806-1837), los violinistas Arn-Moyshe Kholodenko “Pedotser” (1828-1902) y Yossele Drucker “Stempenyu” (1822-1879) quien inspiró el personaje del escritor Sholem Aleijem y cuyo apodo se convirtió en sinónimo de virtuoso.
En áreas como Polonia y Lituania donde los gitanos no eran muy numerosos, los klezmorin constituían la mayoría de los músicos profesionales, se establecían principalmente en pueblos privados en los grandes estados de la nobleza polaca; había también varios centros urbanos de música klezmer, especialmente en Vilna y en Lvov. Para el siglo XVIII, los klezmorim eran prominentes también en la Moldavia otomana, particularmente en la capital Iași. Los klezmorim constituían una casta profesional; hablaban su propio argot y se casaban entre familias de badkhonim. Algunos linajes klezmer persistieron durante un siglo o más, como los Lemisch de Iași y los Beltsi de Moldavia, documentados por primera vez a mediados del siglo XVIII, se extendieron hacia Estambul, Beirut y Atenas–y a Filadelfia.

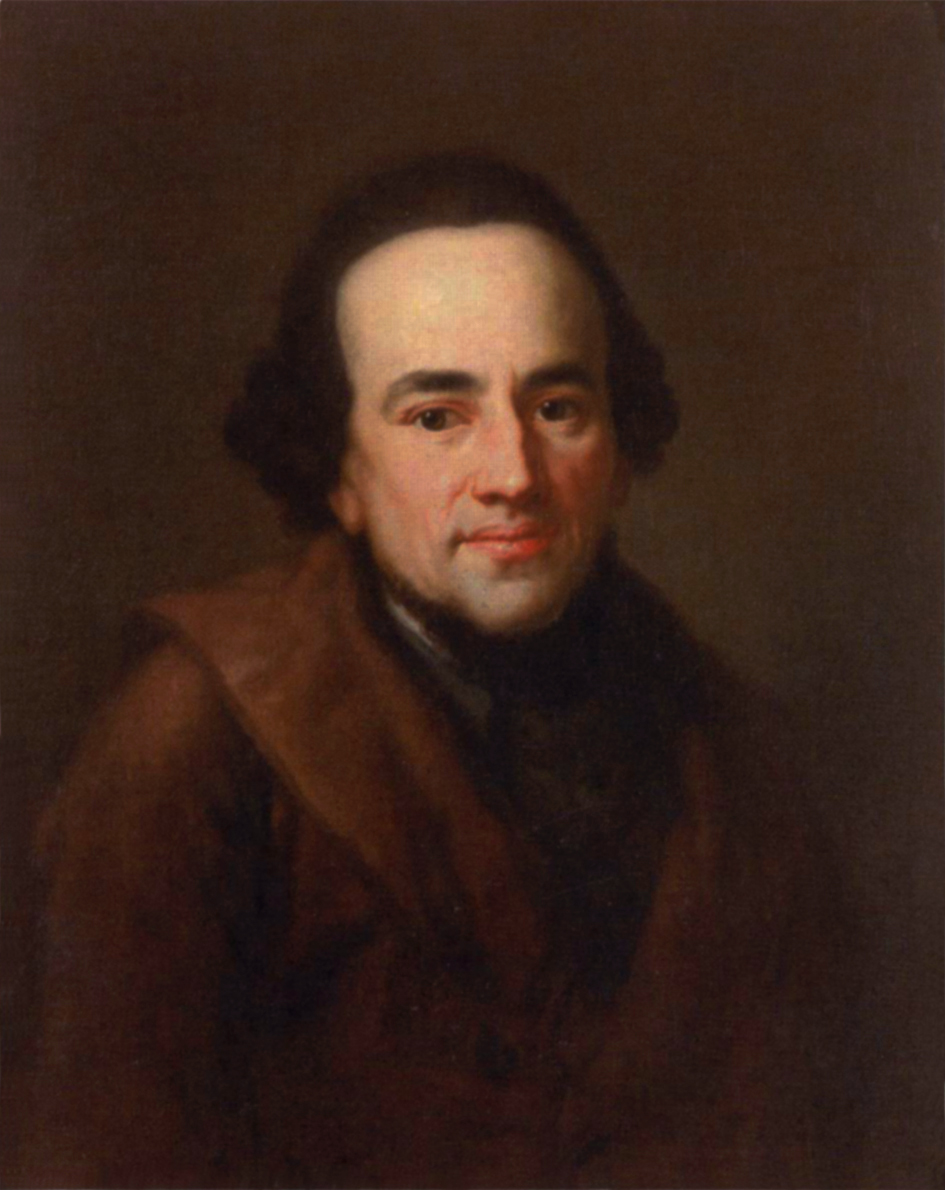
Moses Mendelssohn.

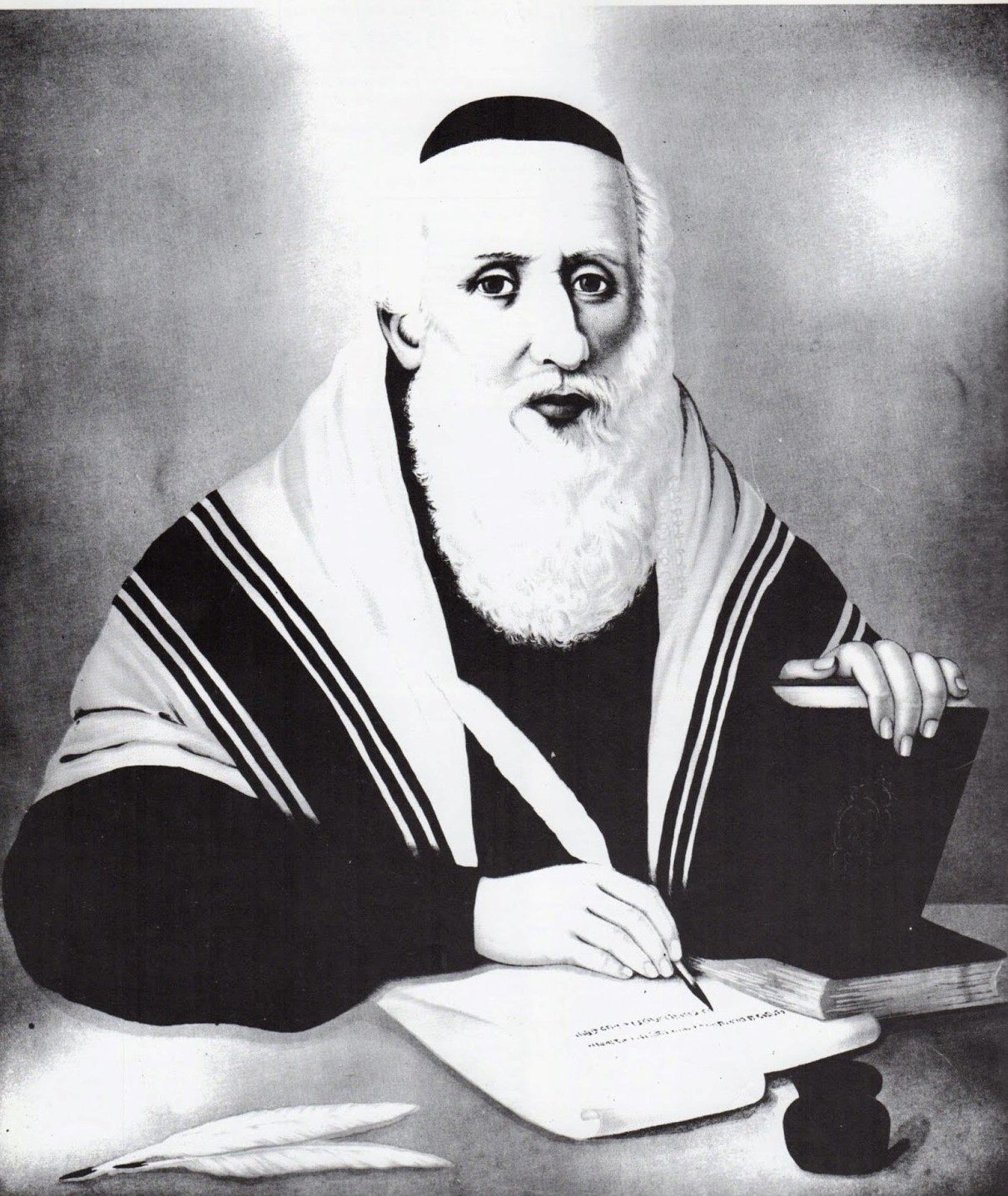
El Gaón de Vilna.

A finales del siglo XVIII, los judíos estaban sujetos a tres influencias culturales distintas: 
Al occidente, los Maskilim o ilustrados (miembros de la Haskalah, el movimiento de Ilustración Judía) del filósofo Moses Mendelssohn (1729-1786), que fomentaba la asimilación cultural y la reforma de prácticas religiosas. Al norte, los Mitnagdim (‘opositores’ o ‘racionalistas’), dirigidos por Eliah ben Solomon Zalman, el Gaón de Vilna (1720-1797), que promovía un balance entre los estudios tradicionales y laicos, aunque privilegiaba el estudio de los textos sacros. Y al oriente, los Jasidim, seguidores del carismático Israel ben Eliezer, más conocido como Baal Shem Tov (1700-1760), que ponían en alto valor, el júbilo, las canciones y la danza como senderos para expresar su amor por la humanidad y D-s en éxtasis colectivo místico. Posteriormente los klezmorim tocaban en las cortes de los Rebbes Jasídicos.
En Europa Central, los judíos estaban asimilándose rápidamente en la sociedad dominante –en el Imperio Austro-Húngaro los judíos obtuvieron la emancipación de manos de Francisco I y el sufragio universal por Francisco José I.
Para los maskilim en Alemania, Austria, Bohemia y Moravia, el idioma yiddish y la música klezmer, tenía que ser reemplazada por la cultura germánica. Pero en Europa oriental, el klezmer floreció y tomó prestados, de la corriente jasídica, nigunim (melodías sin palabras), como alegría y fervor. Lo combinaron en una mezcla ingeniosa con canciones populares, música de baile profano y cánticos de sinagoga. 

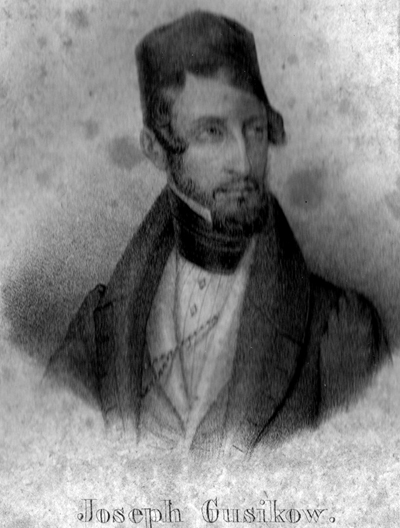
Yosef Gusikov

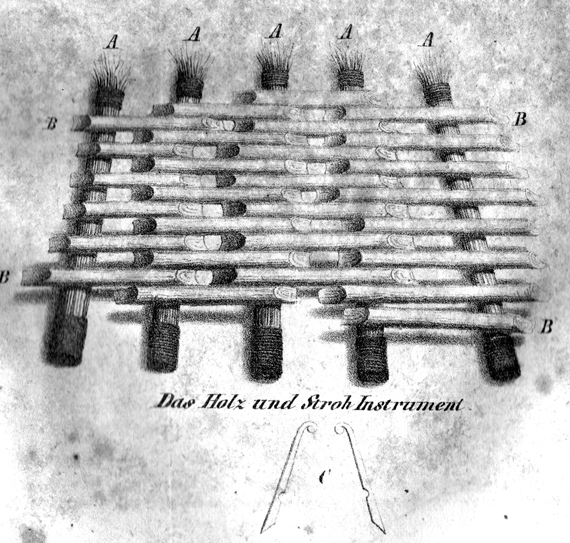
Shtroyfidl.

Generalmente la música tocada por los klezmorim no llegaba al interior de la cultura urbana burguesa no-judía, ni tenía contacto con su música clásica de los salones de conciertos. Aunque hubo excepciones, por ejemplo Yosef Gusikov, quien se volvió famoso en los salones de concierto europeos occidentales al comienzo del siglo XIX. Tocaba una especie de xilófono de su propia invención, que llamó “shtroyfidl” (instrumento de madera y paja), diseñado como un címbalo, recorrió Europa Oriental en 1836 y luego tocó en Viena y Europa Occidental en el siguiente par de años donde alcanzó fama y éxito, que además atrajo comentarios altamente favorables del compositor Félix Mendelssohn y de desaprobación de Franz Liszt.
Aunque no hubo mucho traspaso musical del klezmer hacia la música clásica, los klezmorim tocaban las melodías populares del tiempo, incluyendo danzas coetáneas y brillantes trabajos clásicos para la pequeña nobleza. Para otros eventos gentiles tocaban danzas folclóricas del lugar y tonadas; y para sus propios eventos tenían un repertorio completo.
En los dominios polacos, la composición y territorio de cada agrupación klezmer era regulada estrictamente de mutuo acuerdo. Después de que la mayoría de Polonia pasó a ser parte de Rusia a fines del siglo XVIII, el declive gradual en la autonomía local judía, hizo que músicos no-klezmer formara parte de sus grupos, que ahora eran llamados kompaniya. Los herederos de las familias klezmer controlaban aún, la selección de músicos en las bodas judías.
Antes del siglo XIX, se dan referencias sobre klezmorim en registros comunales y gremiales, judíos y cristianos. Las representaciones literarias y visuales no-judías de klezmorim, aparecen antes y son más completas que las judías. La descripción de "Jankiel Cimbalista" en la épica Pan Tadeusz de Adam Mickiewicz (1834) es un ejemplo evidente; también notables, son los Cuentos de Galitizia de Leopold von Sacher-Masoch y el estudio etno-musicológico pionero, Evreiskie Orkestry (1904) de Ivan Lipaev. Importantes documentos visuales incluyen las pinturas de Jean-Pierre Norblin de la Gourdine (1745–1830) y Wincenty Smokowski (1797–1876). De mediados a finales del siglo XIX, las referencias a los klezmorim aparecen ocasionalmente en memorias yiddish.
A inicios del siglo XIX, solo unos pocos cientos de kilómetros alrededor de Kiev (Polonia, Lituania, Bielorrusia, Ucrania y Moldavia). A los judíos no se les permitía habitar en las ciudades importantes. La mayoría de músicos aprendieron a tocar estrictamente de oído y la profesión se pasaba de padre a hijo. Hablaban un argot del klezmer, קלעזמערלשון: klezmerloshn (lengua klezmer) que tomó mucho del slang del bajo mundo, lleno de anagramas y doble sentidos. Formaron asociaciones, especies de sindicatos, actuando como cabildos ante los gobiernos y como mediadores sociales.

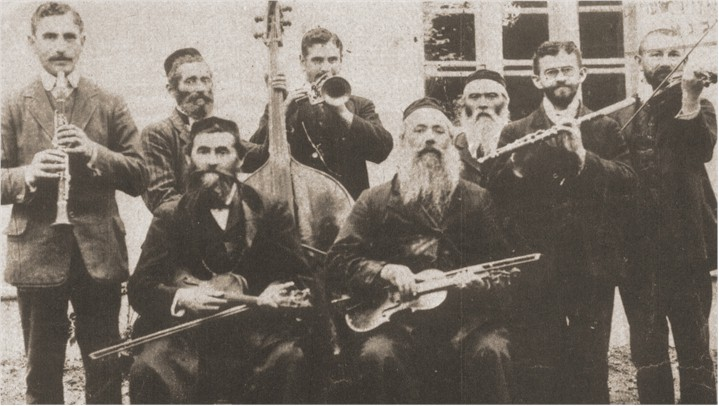
Músicos judíos de Rohatyn, Ucrania occidental, 1912.

A fines del siglo XIX el reinado del Zar Alejandro II trajo cambios para los klezmorim. Desde tiempos antiguos, hubo algunos músicos que sabían leer notación y que tocaban música escrita del repertorio que no era klezmer, pero se les impedía entrar a los conservatorios a estudiar música a menos de que se convirtieran al cristianismo. Bajo Alejandro II, esto cambió y por primera vez los judíos pudieron estudiar música y obtener trabajo en el mundo musical gentil.
La aceptación de judíos en conservatorios de Rusia y Austria, en el último tercio del siglo XIX, afectó el estilo interpretativo klezmer y las oportunidades profesionales abiertas para los klezmorim en las grandes ciudades. Después de la Primera Guerra Mundial, los klezmorim se integraban paulatinamente a varias formas de la vida musical europea, aunque mantuvieran su rol en la música comunal judía. En algunas regiones, las hijas de familias klezmer, podían ahora llegar a ser músicas profesionales, conformando froyen kapelyes - aunque estas agrupaciones no tenían permitido tocar en bodas judías. 
Mientras que la música ritual era transmitida oralmente y en un círculo cerrado, los músicos klezmorim seguían intercambiando muchas melodías populares con varias culturas indígenas a su alrededor: rumana, rusa, polaca, ucraniana, lituana, húngara, griega, otomana (turca) o ‘árabe’ y –especialmente en Hungría- gitana, así es históricamente correcto considerarla como un mestizaje artístico o fusión musical.

### Migraciones

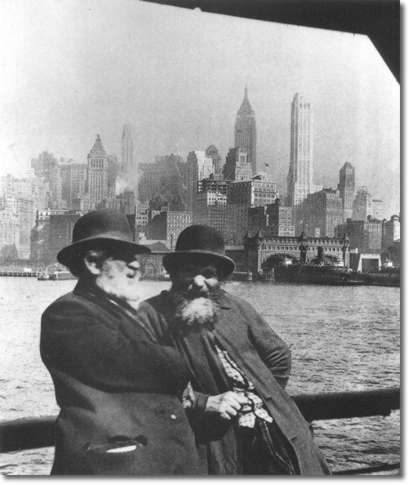
Migrantes judíos. ca. 1920.

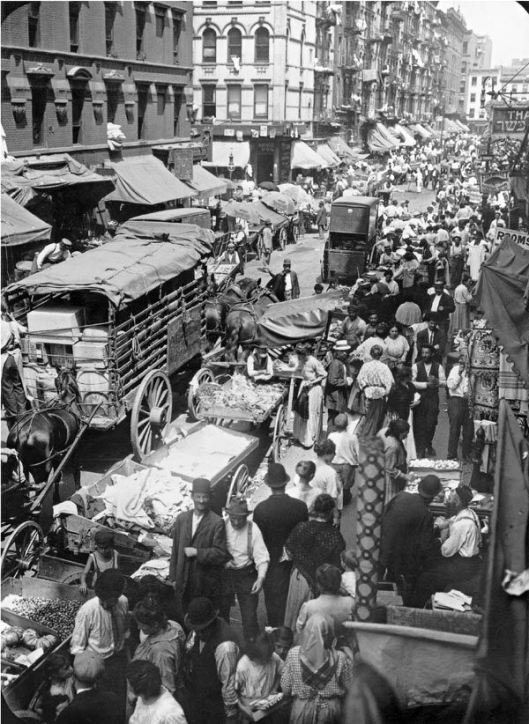
Hester Street, de Nueva York, 1903.

Como se describía arriba, el área en la cual, los judíos se asentaron tenía una compleja historia – fronteras inestables y poderes políticos que llegaban e incluían los reinos e imperios de Polonia, Rusia, Austria y a los Otomanos, A pesar de ello, los judíos de la Zona de Residencia, tenían cierto nivel de autonomía con su propia jurisdicción y sistema de recaudo de impuestos.
Era un área sujeta a disturbios durante siglos y emergió un patrón de las poblaciones locales en atacar a las comunidades judías en tiempos de problemas – estos ataques y masacres se llamaron pogromos y empezaron en el siglo XVII pero se volvieron particularmente severas en el tardío siglo XIX y temprano siglo XX. Esto originó una nueva ola de migraciones al occidente, en Alemania, Europa Central y las Américas, Norte y Sur. Se unieron a las comunidades sefardíes bien establecidas de la época, sobrepasaron a sus homólogos sefardíes, convirtiéndose en la presencia judía dominante. Entre los años 1880 y 1914, casi un tercio de la población judía de Europa Oriental emigró al continente americano y de estos, unos 2.5 millones llegarían a Nueva York.
En Estados Unidos el género se transformó considerablemente en tanto que, los inmigrantes judíos de habla yiddish provenientes de Europa Oriental, que llegaron entre 1880 y 1924, conocieron y asimilaron el jazz americano. Los primeros músicos klezmer que llegaron a las costas de Estados Unidos usaban aún el violín como instrumento principal, aunque muchos de ellos eligieron la trompeta, esperando que esta habilidad les ayudara a evadir el combate durante el servicio militar. Otros músicos llevaron el címbalo, el schrammel –una especie de acordeón pequeño- y el trombón de válvula. Para 1920 la mayoría de estos curiosos instrumentos, se rindieron ante aquellos usados por los músicos de vodevil.
En Europa, los klezmorim tenían una dura dependencia de las agremiaciones locales pero en el siglo XX, el sindicato, tomó el papel de los gremios. Los inmigrantes eran excluidos de la American Music Federation, entonces iniciaron su propio sindicato conocido como Russian Progressive Musical Union. Además de supervisar el bienestar de los músicos, el sindicato era el sitio para contratar una banda para un evento. Aparte de los beneficios recibidos, los inmigrantes hallaban alivio al formar grupos con músicos que tenían su lugar de nacimiento en común, estos grupos se llamaban landmanshaften. Su rol era suministrar amistad, beneficios de salud, seguro funerario y empleo, era otro recurso no tan disímil del sindicato, a los que recurrían los inmigrantes.
Los músicos amateurs encontraron otras oportunidades, por ejemplo en los coros de obreros o en las orquestas de mandolinas, un coro podía haber sido fundado para ajustarse a cada matiz político, desde la soviética Frayhayt Gezangs Ferayn, el socialista Arbeiter Ring, y a la sionista-laborista Singing Society Poale Zion, que cantaba sólo en hebreo.
Tal como en el viejo país, los klezmorim americanos tocaban en matrimonios y, a medida en que transcurría el tiempo, se popularizaron en bar mitzvahs también. Mientras el badkhn, tan íntegro a la experiencia klezmer, se desvanecía en el ocaso del tiempo, el proveedor de comida o maitre lo sustituía. La figura de badkhn se transformó en el cantante, actor y cómico del teatro de variedades o vodevil en el nuevo continente.
La música popular americana se introdujo en el repertorio del klezmer, así que los eventos estaban acompañados por una mezcla de tonadas antiguas y novedosas. Las bodas duraban una semana en el Alte Heym (Viejo Hogar), las bodas en América duraban un día y se desarrollaban con menos rituales. Algo del viejo sabor permanecía, por ejemplo, el clarinetista seguía saliendo del escenario entre la sopa y el plato principal para interpretar una doina para los invitados al certamen.
Los fenómenos de shock y asimilación cultural, son narrados también en la música klezmer y la canción y teatro yiddish. Ejemplos notables se encuentran en temas como: !װאָט קען יו מאַך? עס איז אַמעריקע Vot ken yu - What can you- makh? Es iz Amerike! (¿Qué puedes hacer? ¡Es América!) y די גרינע קוזינע Di Grine Kuzine (La prima verde; grine era la forma yiddish de greenhorn un término que hace referencia a una persona inmadura o sin experiencia que es fácilmente engañable e ingenua, aplicado al nuevo inmigrante, o recién llegado, lleno de esperanzas por la nueva oportunidad y promesa de un nuevo comienzo).
Entre las guerras hubo un sorprendente auge de la cultura yiddish – una mayor afluencia, particularmente en el occidente, estimulada por el consumo y gasto en entretenimiento y ocio. El público consumidor de discos obtenía grabaciones de canciones populares, folclóricas, teatrales y trabajos instrumentales. Las grabaciones religiosas siguieron siendo muy populares y algunos de los cantores pasaron a otras áreas, grabando canciones en yiddish, canciones ucranianas, artísticas, teatrales e incluso ópera, que son parte de la historia relacionada con el klezmer. Henry Sapoznik escribe sobre esta explosión cultural yiddish, que se reflejó además, en muchas otras partes de Norte y Sur América y en Europa, doquiera hubiera población de judíos ashkenazis. Este boom trajo numerosas manifestaciones culturales e institucionales.

#### Teatro yiddish

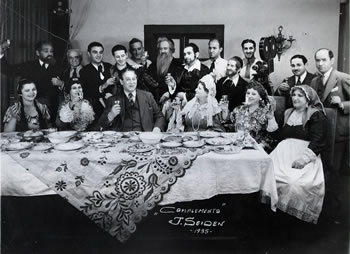
Versión yiddish de El Rey Lear.

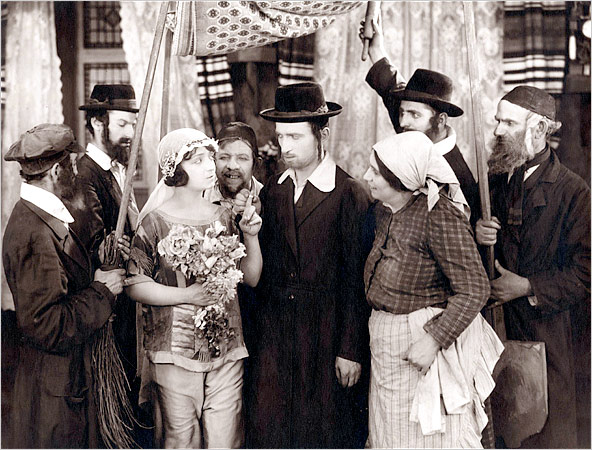
Escena teatral, con Molly Picon y Jacob Adler.

Unidad teatral judía, Nueva York, 1935.

La práctica religiosa judía tradicional desde el siglo XVI, incluía un elemento de teatro durante el festival de Purim, en el que se dramatizaban operetas o purimshpils, para contar la historia de Ester que celebra el festival. Abraham Goldfaden (1840-1908) fundó el primer teatro profesional yiddish en Rumania alrededor de los años de 1870, el teatro incidió tanto en el viejo como en el nuevo mundo, en la creación y popularización de canciones judías. Es también conocido por componer Rozhinkes mit Mandlen, (Pasas con Almendras), una de las baladas judías más populares. A finales del siglo XIX se da inicio a un teatro yiddish, primero en Iași, Rumania y luego en Odesa. Mezcló klezmorim y badkhonim con actores y cantantes gentiles para representar obras musicales que juntaba. Estos eran muy exitosos y sus presentaciones se producían en Europa y América. Un género de teatro yiddish evolucionó abarcando un amplio ámbito de estilos, desde cultas versiones yiddish de Shakespeare a la comedia, teatro musical y shund (baja calidad).
La popularidad del teatro musical yiddish llevó a la oportunidad de mercadeo, la audiencia regresaba del show con las partituras de las canciones que habían acabado de escuchar. Hubo un auge en las adquisiciones de pianos a inicios del siglo XX y este medio de entretenimiento casero, suministró un mercado para la música y partituras. Uno de los primeros hits en esta forma, fue A Brivele der Mame (Una Carta a Mamá) 1908, de Solomon Smulewitz. Los teatros publicaban las partituras de sus shows pero otros editores, pronto tomaron ventaja del creciente interés en la música escrita, ofreciendo versiones escritas de repertorio klezmer actual así como de tonadas de los shows. En 1909 se publicó la opereta ‘Pequeña Flor’, que incluía Khosn Kale Mazeltov (Felicitaciones al Novio y la Novia) que se convirtió en un tema estándar de las bodas. Las obras se publicaban también lo que permitió que se presentaran doquiera por grupos profesionales o amateurs.

#### Vodeviles y cines

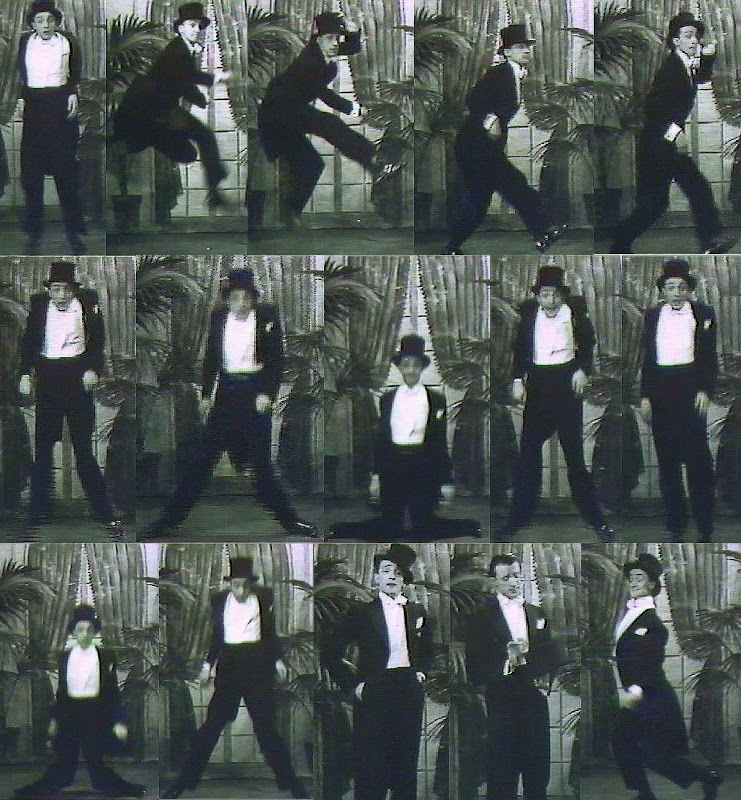
El polifacético artista Leo Fuchs en 1937.

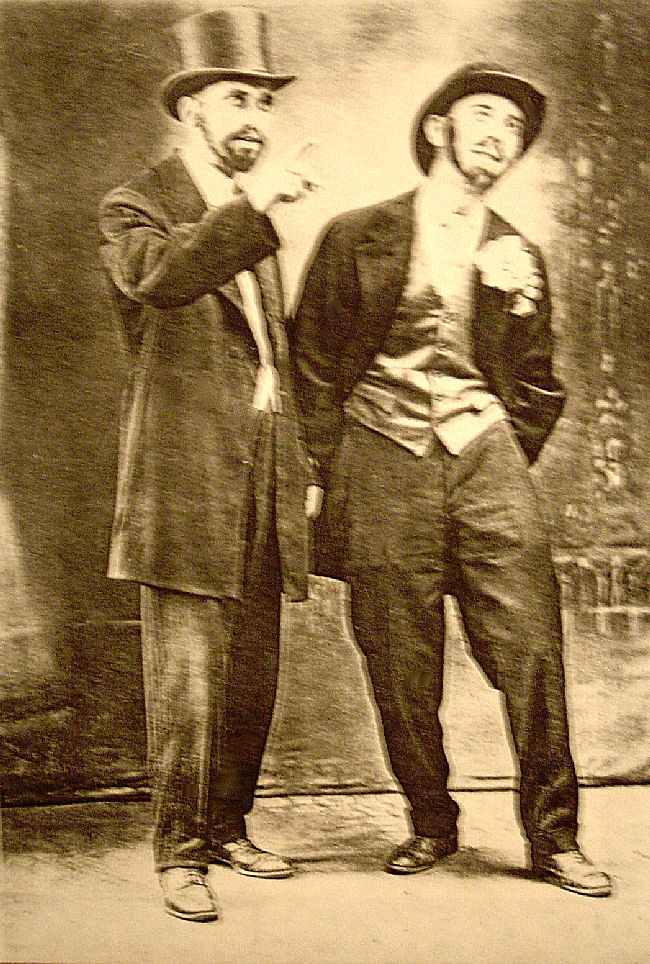
Escena de vodevil.

El final del siglo XIX y el inicio del XX también presenciaron el crecimiento del entretenimiento popular en los teatros de vodevil (vaudeville), con sus programas de sketches, acrobacias y variedades musicales. Algunos de los actos novedosos, estaban basados en estereotipos étnicos, alemanes, irlandeses, negros y judíos. Muchos klezmorim encontraron trabajo en los teatros de vodevil como músicos y como actores de escena – maquillándose de negro y también representando estereotipos judíos.
Como en los teatros de vodevil, estaban los cines (cuarenta y dos de ellos en el Lower East Side de Nueva York durante los primeros años del siglo XX) que proyectaban películas mudas, estas requerían acompañamiento musical y generaban trabajo para los klezmorim. Así como los westerns, dramas y romances, algunos filmes describían la vida judía, lo que permitía a los klezmorim tocar una o dos melodías familiares, que podían ser reconocidas por los miembros judíos entre la audiencia.

#### Años 1920 - Teatro musical
El teatro y la comedia musical siguieron siendo populares y desde los años 20 había estrellas del teatro yiddish que habían nacido en Estados Unidos, como Molly Picon –gran estrella de musicales, comedia y películas. Fanny Brice fue una comediante muy conocida quien se especializaba en los estereotipos judíos (no siempre halagadores). Además de grabar música y canciones del teatro, iniciaron las grabaciones de números y canciones cómicas y de parodia como por ejemplo, la serie de rutinas cómicas de ‘Yente Talebande’.

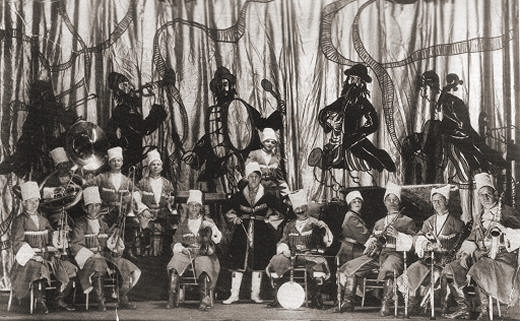
Joseph Cherniavsky y su banda.

En 1921 Abe Schwartz compuso la música para el show Di Grine Kuzine (La Prima Verde) que inició una serie de canciones sobre inmigrantes. En 1925 una grabación de Yiddishe Mama (Mamá Judía) fue estrenada siendo un gran hit y disfrutando de enorme popularidad por muchos años. Otros animadores, “yiddishizaron” canciones populares americanas, como Peshe Burnstein Yez Zir iz mayn kale (Yes Sir that’s my baby) y Yez mir hobn keyn bananes (Yes Sir, we have no bananas) de Gus Goldstein. Las canciones también reflejaban hechos de actualidad como el incendio en la fábrica Triangle Shirtwaist, el hundimiento del Titanic, y la guerra, por ejemplo está la composición Der Yidishe Soldat in der Trenches (El Soldado Judío en las Trincheras) de Brandwein.
Los klezmorim siempre habían adaptado sus repertorios en respuesta a los tiempos y a los lugares -en Europa Oriental la doina (la canción del pastor de rebaños rumano) se volvió parte estándar del repertorio de bodas. El mismo proceso se dio en Estados Unidos con el jazz. En 1926 Kandel grabó Jackie Jazz ‘em Up – una pieza jazz con la irrupción de una trompeta klezmer, y otras versiones jazzísticas de clásicos klezmer como Der Shtiler Bulgar. La Yiddishe American Jazz de Joseph Chernaivsky, también conocida como la Hassidic American Jazz Band o los Oriental American Syncopators se vestían como cosacos y jasidim y tocaban ajustadas versiones jazzísticas de tonadas klezmer. Brandwein tocaba con ellos pero sus hábitos poco sociales hicieron que fuera reemplazado por Tarras.

#### Años 1930 - Cine sonoro

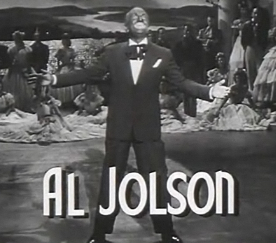
Al Jolson.

En los años 1930 la llegada del cine sonoro trajo como resultado la pérdida de trabajo de muchos klezmorim en Nueva York, aunque algunos encontraron nuevo empleo componiendo y grabando para las películas (Max Epstein). Otros artistas, como Molly Picon y Yosele Rosenblatt pasaron del vodevil al cine y, por supuesto, Al Jolson, estrella de El cantante de jazz. El colapso del mercado de valores y la depresión afectó al teatro de vodevil y a la industria disquera pero se volvieron prominentes, nuevas formas de entretenimiento. El año 1926 vio el lanzamiento del Hotel Libby Program, el primer show radial yiddish con drama y música (presentando a Tarras). Otros programas de radio yiddish añadieron documentales, poesía, editoriales, series dramáticas y todas incluían propagandas yiddish de los patrocinadores.
El periodo de entreguerras también vio el desarrollo del "Borscht Belt" o el circuito del borsht - el área de los hoteles ubicados en las montañas Catskill donde los neoyorquinos de clase media, iban para sus vacaciones de verano para escapar del calor. El entretenimiento era parte del paquete, había bailarines, música de fondo durante la cena y shows que seguían el estilo americano común pero incluía canciones y música del teatro yiddish. Los klezmorim encontraban trabajo y decenas de comediantes famosos empezaron allí sus carreras entreteniendo a los turistas judíos.

#### Canciones de espectáculo

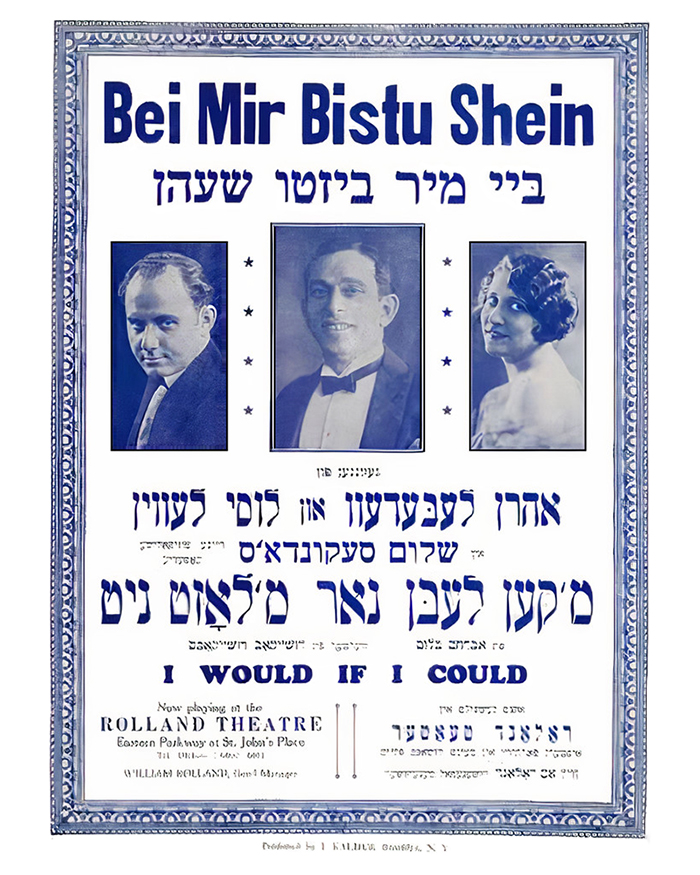
Póster de la canción Bay Mir Bistu Sheyn.

Una canción de show, Bay Mir Bist Du Sheyn (enlace roto disponible en Internet Archive; véase el historial, la primera versión y la última). (Para mí eres hermosa) se volvió el éxito judío de mayor aceptación. Fue escrita por Sholom Secunda en 1932 para un espectáculo mediocre, la vendió y la letra fue reformada. Fue grabada por las hermanas Andrews en 1937 y se volvió un enorme hit. Les siguieron otros grupos como las hermanas Barry, quienes grabaron canciones jazz y se presentaban en un nuevo programa de radio Melodías Yiddish en Swing con Tarras, con quien también grabaron. Otras canciones de éxito fueron Bublitchki Beygelakh, escrita por Abe Schwartz y grabada por él en 1917, también grabó Der Shtiler Bulgar que se convirtió en Frailach in Swing y luego con letra en inglés, And The Angels Sing. Muchas de las canciones populares tenían una estructura similar –inicio y final con un estilo de jazz americano, pasando por un bulgar o pasaje klezmer en el medio.

#### Foxtrots y tangos
Antes, en Europa, los klezmorim en el periodo de entreguerras, incluían foxtrots y tangos en sus repertorios. Los tangos en yiddish se escribían e interpretaban en Suramérica y Europa. Al mismo tiempo en Kiev, Moshe Beregovski llevaba a cabo una enorme investigación etno-musicológica de los klezmorim. Grabó muchos ejemplos de la música, la transcribió y comentó sobre ella. Parte de su trabajo se ha traducido y publicado recientemente.

#### Películas yiddish

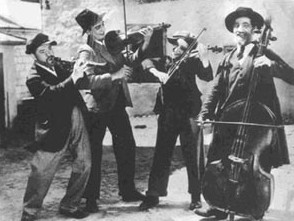
Escena de la película Yidl Mitn Fidl, 1936.

Los años 1930 también vieron el apogeo de las películas yiddish. Yidl mitn Fidl (1936), protagonizada por Molly Picon, narra las aventuras de Itke, una chica que se disfraza de muchacho para poder tocar en una banda de klezmorim, recorriendo la Polonia rural, teniendo varias aventuras. Pese a que en la banda sonora hay apenas una brizna de música klezmer tradicional, en su historia se reflejan algunos rasgos de la vida cotidiana de los klezmorim a inicios del siglo XX en Europa del Este y sus transformaciones conforme los nuevos tiempos.
Otras películas fueron más auténticas en su sonido y hubo muchos musicales que continuaron las tradiciones del teatro yiddish en celuloide; también se destaca la producción de películas yiddish clásicas como Uncle Moses (1932) Grine Felder y The Dybbuk/Der Dibuk (1937).

#### Discografía
Los primeros años del siglo XX vieron un boom en otra área del entretenimiento y consumo: las grabaciones.
El Klezmer se volvió popular en esta época en Estados Unidos. La migración masiva de judíos a los Estados Unidos entre 1880 y 1820 coincidió con el desarrollo de la tecnología de grabación comercial. Las grabaciones hechas entre 1912 y 1940 para el público judío han sido la mayor fuente para el actual resurgimiento klezmer. Las primeras grabaciones en discos de 78 RPM - que encontraron los investigadores del movimiento de resurgimiento del klezmer - estaban llenas de rayones, saltos e incluso, errores musicales, rasgos que eran parte de su encanto.
Desde 1899 la Gramophone Company de Londres estaba haciendo grabaciones en Europa del Este. El sello discográfico Syrena tuvo un enorme hit con sus grabaciones del cantor Sirota y continuó grabando pequeñas agrupaciones y grandes bandas. Una de sus primeras grabaciones es la Rumanian Belf's Orchestra, dirigida por el sonido central del clarinete, la melodía y segundos violines, chelo y piano. Nadie sabe quién o qué tocaba pero se cree que la banda era probablemente de Ucrania y el nombre "rumano" era un truco de mercadeo. Otras tempranas grabaciones klezmer fueron de Abe Elenkrig con su Hebrew Bulgarish Orchestra, esta tenía los ritmos metálicos y el estilo moldavo y del suroeste de Ucrania.
Aunque las grabaciones se exportaban de Europa a los Estados Unidos, el nivel de producción en los Estados Unidos era de lejos mucho más grande y había un mayor flujo de ventas del otro lado. En los Estados Unidos, la United Hebrew Disc and Cylinder Record Company, grababa canciones, canciones teatrales, popurrís de klezmer y produjeron cerca de 150 discos en 3 años. Durante la Primera Guerra Mundial el influjo de los artistas de Europa Oriental se interrumpió, por lo que los estudios de grabación tuvieron que buscar en el talento local para sus continuar sus producciones.
Muchos judíos dejaron Europa oriental a finales del siglo XIX en búsqueda de holgura y, después, huyendo de las persecuciones y establecerse en Estados Unidos. Estos emigrantes: Harry Kandel (1885-1943), Abe Schwartz (1881-1963), Joseph Frankel (1885-1953), Dave Tarras (1897-1989), Naftule Brandwein (1889-1963), Shloimke Beckerman (1883-1974,etc. o sus descendientes: Max Epstein (1913-2000), Pete Sokolow, Michael Alpert, etc., permitieron que el klezmer perdurara e incluso que prosperara como música de baile y entretenimiento. “Pero la música experimentó tan profunda transformación que se tenía una noción sesgada de cómo sonaba en el viejo país.” (Mark Slobin).

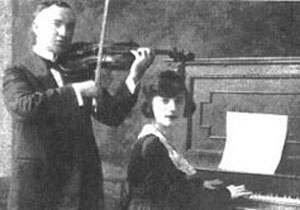
Abe Schwartz y su hija Sylvia, ca. 1925.

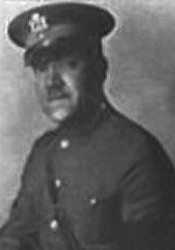
Joseph Frankel.

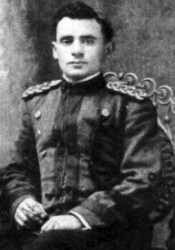
Harry Kandel.

Abe Schwartz. Un artista prolífico de Estados Unidos del momento, violinista, pianista, arreglista, compositor y director, quien llegó en 1899 de Bucarest. En 1917 sirvió de director para Columbia Records y grabó 7 discos incluyendo Tants Tants Yiddelekh (Bailen, Bailen Judíos) uno de los primeros y muy populares hits klezmer que fue grabado por diferentes artistas en diferentes formas a través de los años incluyendo una versión latinoamericana. Como muchos otros klezmorim, tocaba y escribía para el teatro yiddish y en 1920 grabó y publicó unas 35 canciones klezmer incluyendo shers, bulgars, freylakhs y khosidls. Algunas fueron de su propia composición como A Glezele Vayn (Una Copa de Vino), otras eran tradicionales. También grabó con una orquesta y otros ensambles, algunos de sus mejores discos son los de Schwartz acompañado de su hija de 12 años Sylvia al piano. Una transcripción de la canción Lebedik un Freylekh de 1927, una tonada del Teatro Yiddish grabada por la Orquesta de Abe Schwartz en Nueva York da una buena idea de la instrumentación popular del klezmer del temprano siglo XX. La melodía es interpretada por la corneta, clarinete y el violín, mientras el ritmo es logrado mediante el trombón, bombardino, banjo y percusión. La línea de bajo es tocada en los registros más graves del piano, contrabajo y saxofón. También era un A & R no-oficial, identificaba y presentaba a nuevos artistas al mundo de la grabación, entre ellos a Naftule Brandwein y a Dave Tarras.
Otro director para Columbia fue Joseph Frankel de Kiev. Educado en conservatorio y director de banda en el ejército zarista, recorrió Estados Unidos en 1904 dirigiendo la banda del regimiento militar N° 14. Cuando estalló la Primera Guerra Mundial, estuvo recorriendo Sudamérica con una orquesta sinfónica rusa. Adoptó la ciudadanía estadounidense y llegó a ser director en el ejército estadounidense. Después de la guerra grabó para Columbia, sus catálogos reflejan sus aires de marcha militar. Grabó canciones tradicionales y también sus propias composiciones contemporáneas como Yiddishe Blues (que, sin embargo, sólo tiene blues en el título).
Mientras tanto, el sello discográfico Victor contrató al clarinetista y directos Harry Kandel. Originario de Lemberg, asistía al Conservatorio de Odesa, tocó en el ejército del zar y emigró en 1905. Tocó para vodevil y en shows del salvaje oeste de Búfalo Bill antes de trasladarse a Filadelfia para conformar la Harry Kandel’s Famous Inlet Orchestra que tocaba música americana común y corriente. En 1917 firmó con Victor y en el mismo año, la respuesta de este sello Victor al éxito de Tants Tants Yiddelekh fue persuadir a Kandel a que grabara algo de klezmer y estrenaron A Freylakh fun der Khupe y Odessa Bulgarish. De acuerdo con Sapoznik•, la orquesta de Kandel, de dos cornos, cuatro violines, flauta, viola, trombón, tuba, piano y clarinete, resonó y Victor obtuvo un enorme éxito.
Shloimke Beckerman (1889-1974) tocaba en un estilo decoroso y con un ritmo pulsátil, mientras Itzikel Kramtweiss, (fecha desconocida), clarinetista del circuito de Filadelfia en los tardíos años 20, tocaba en Si Bemol con un característico sonido agudo y nasal.
Otros klezmorim particularmente famosos, que grabaron, fueron dos clarinetistas emigrantes: Naftule Brandwein y Dave Tarras, probablemente los músicos más famosos de este período. Desarrollaron estilos virtuosos únicos que han influido a todos los intérpretes subsecuentes, sus talantes musicales, eran diferentes pero simultáneamente, aceptados de igual manera, por los amantes de la música.

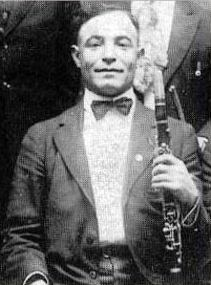
Naftule Brandwein.

Naftule Brandwein, aunque no podía leer partitura, era admirado por su interpretación enérgica y exuberante. Sus dotes en la improvisación eran pulidas y elocuentes. Era excéntrico en su música y en su persona. Brandwein parece ser el ‘muchacho salvaje’ del klezmer –vino, mujeres y la mafia judía- es uno de los grandes clarinetistas del momento. Henry Sapoznik entrevistó a las personas que aún recordaban sus proezas después de 40 años. Brandwein usaba un disfraz de luces del Tío Sam, que una vez, casi lo electrocuta; tocaba dando la espalda a la audiencia para ocultar sus trucos digitales, vestía un anuncio de neón de su orquesta alrededor de su cuello, soltaba sus pantalones cuando tocaba en fiestas, tocaba para la mafia –las historias siguen y siguen- y era un intérprete genial. Nació en Galitizia, dentro de una familia de músicos, tocaba originalmente el corno con los músicos locales polacos y gitanos. Se cambió después al clarinete, y llegó a Nueva York en 1908, se promovía a sí mismo, como el Rey de la Música Judía y tocó en las primeras grabaciones con Abe Schwartz. Para 1922 había cambiado de sello disquero, pasándose de Columbia a Victor y dirigiendo su propia orquesta.
Dave Tarras es otro gran clarinetista de inicios del siglo XX. De Ternivka, Ucrania, creció tocando en la orquesta familiar, recibió educación musical formal y fue otro recluta del ejército zarista. Llegó a Nueva York en 1921, primero tocaba en bodas pero después obtuvo su gran oportunidad reemplazando a Brandwein en las bandas de Chernaivsky. Se presentó y grabó prolíficamente durante muchos años, con muchos artistas klezmer y yiddish. Era famoso debido a su estilo musical grácil y refinado, su educación musical fue esmerada y era capaz de interpretar múltiples géneros. Menos tradicional que Brandwein, su música refleja influencias de Besarabia y fue responsable de la popularización de los bulgars durante los años 1920 y los años 1930.
Cuando los judíos dejaron Europa oriental y los shtetls, el klezmer se dispersó por todo el mundo, especialmente en los Estados Unidos. Inicialmente, no mucha de la tradición klezmer se mantuvo por los judíos en Estados Unidos, había sólo unos pocos cantantes folclóricos yiddish. En la década de 1920 los clarinetistas Dave Tarras y Naftule Brandwein causaron un breve e influyente resurgimiento, aunque ha sido indicado por Hankus Netsky que “pocos de los intérpretes de esta era se referían a sí mismos como klezmorim, y el término no se encuentra en ningún registro instrumental del momento.” La soprano Isa Kremer fue un exponente popular de la canción yiddish internacionalmente durante la primera mitad del siglo XX; notablemente haciendo muchas grabaciones con Columbia Records y haciendo presentaciones en el Carnegie Hall y en otros lugares de actuación masivos en los Estados Unidos, de 1922 a 1950. Mientras los judíos norteamericanos empezaron a adoptar la cultura dominante, la popularidad del klezmer lentamente decreció, y cada vez más, las celebraciones judías comenzaron a acompañarse de música no-judía. El sonido cambió evolucionando con los nuevos entornos y cultura de América, así como lo había hecho por las vastas comunidades europeas. “En Nueva York, los músicos judíos tocaban más fox-trots que freylekhs,”

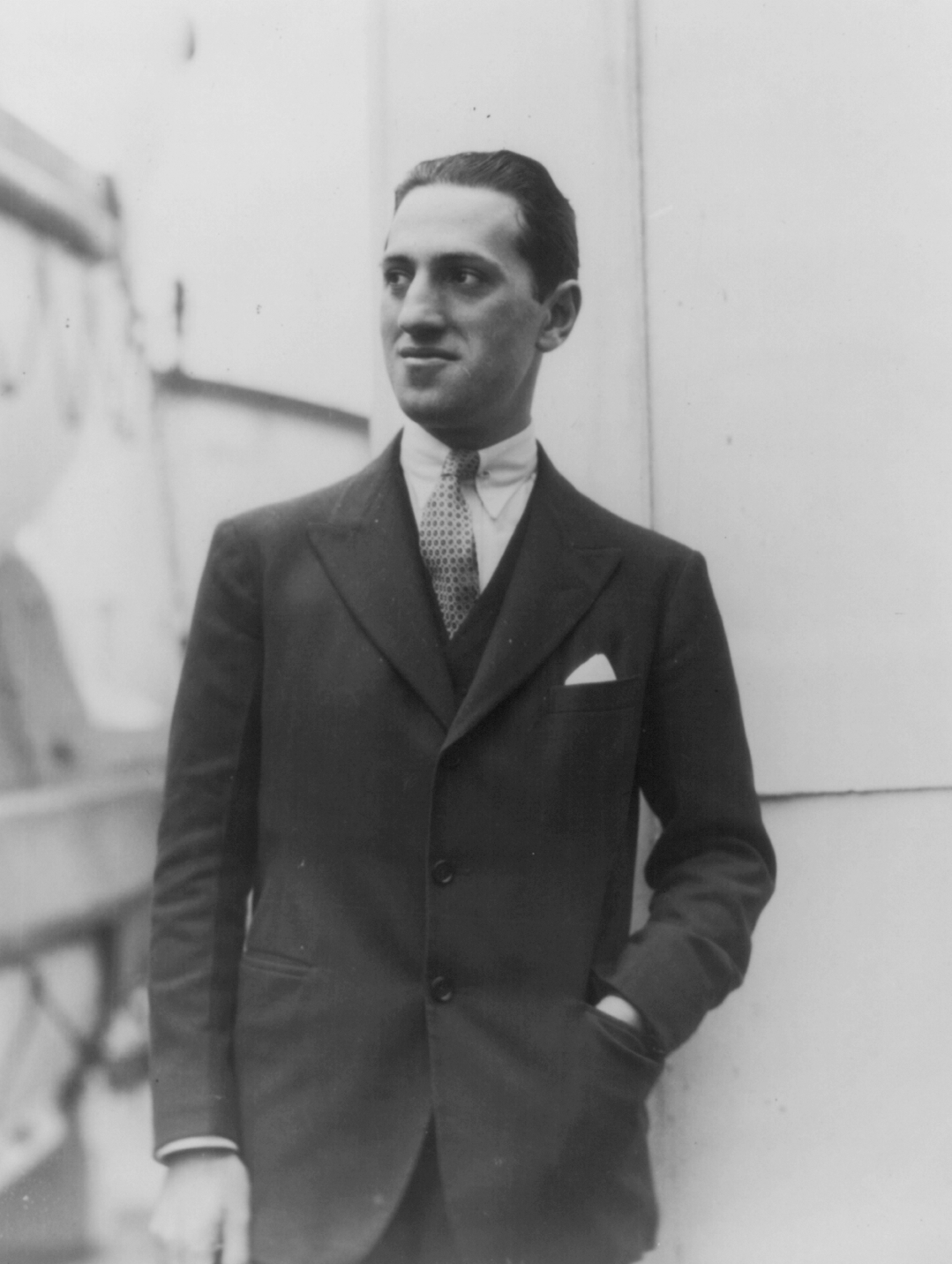
George Gershwin.

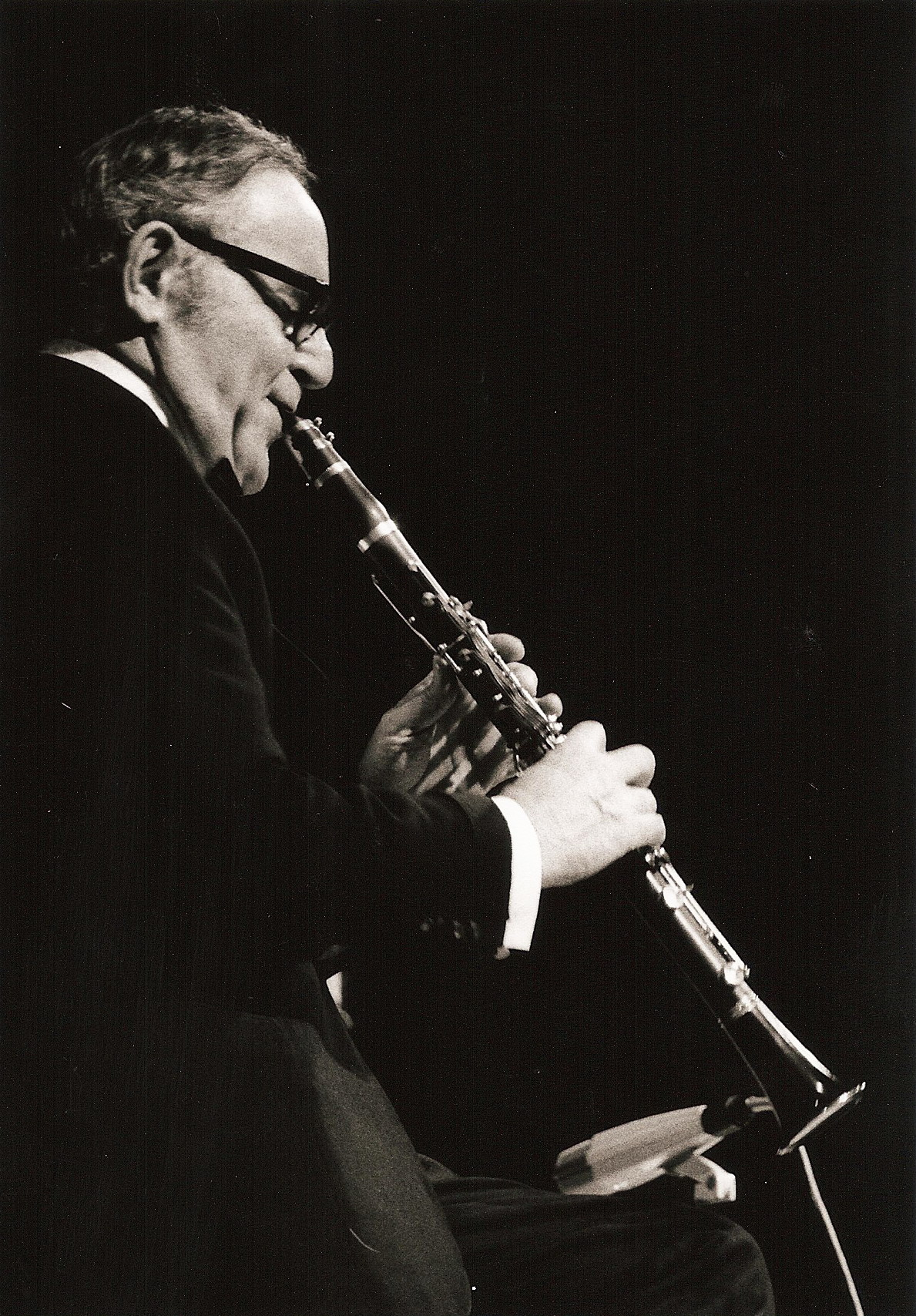
Benny Goodman.

Mientras el klezmer estaba siendo influido por la cultura americana y sus interpretaciones tradicionales pudieron haber declinado; ocurría lo contrario en el caso de la música norteamericana. Ciertos compositores judíos que tuvieron un éxito dentro de la cultura dominante, como Leonard Bernstein y Aaron Copland, siguieron siendo influidos por el idioma musical klezmer oído durante su juventud (como Gustav Mahler). Muchos consideran que Gershwin que el yiddish de su juventud sí le influenció, y que la apertura de “Rapsody in Blue” fue un saludo al clarinete klezmer.
Y, buena parte del estilo en el clarinete de Benny Goodman, se puede interpretar como derivado del género. Muchas de las melodías de Benny Goodman aunque no precisamente klezmer, tenían cierto toque sonoro distintivo. Años después su trompetista llevó música folclórica judía a la banda,
Simultáneamente, compositores no judíos, se estaban interesando en el klezmer, en búsqueda de una fuente prolífica de material temático fascinante. Dmitri Shostakovich, en particular, admiraba la música klezmer por abarcar y adoptar tanto el éxtasis y la desesperación de la vida humana y ‘citó’ varias melodías en sus obras maestras de cámara, el Quinteto para Piano en Sol menor. op. 57. (1940), el Trío para piano N.º 2 en Si menor, op. 67. (1944), y el Cuarteto de cuerdas N.º 8 en Do menor, op. 110. (1960).

### Declive
Desde finales de los años 1920, la popularidad del klezmer empezó a decaer, por múltiples motivos. La Gran Depresión asestó un golpe a la industria discográfica, y la migración masiva de judíos de Europa oriental casi cesó completamente. Las consecuencias produjeron que no hubiera nuevos músicos que renovaran el repertorio y que mucha menos audiencia estuviera ansiosa del sonido del Viejo Mundo. La población judía establecida había empezado el lento pero inexorable proceso de asimilación cultural. Cada vez menos novias y novios pedían música de baile tradicional, el ingreso básico del klezmer. Se suscitó un mayor atractivo entre las audiencias jóvenes por las nuevas expresiones musicales de la posguerra: Música latina, Jazz, Be-bop y naturalmente el Rock and roll.
Artie Shaw y Benny Goodman eran los “Reyes del Swing”, Irving Berlin, mientras hablaba yiddish, escribió y compuso la canción “Blanca Navidad” que es definitivamente la canción navideña más famosa y popular y “Dios Bendiga a América”, el segundo himno nacional estadounidense, la música de George Gershwin está aún impregnada con temas y sensibilidad judías, pero ninguno compuso ni tocó klezmer. 
La Segunda Guerra Mundial y la Shoah (el Holocausto) diezmaron a la comunidad judía en Europa. Durante el Holocausto, miles de músicos fueron asesinados por los nazis, eliminando una generación entera de músicos y audiencia klezmer. Se trató de una destrucción, cercana a la total aniquilación, cultural y física del mundo judío. Las comunidades que habían nutrido la emigración al occidente y los Estados Unidos dejaron de existir (aquellos que quedaron se volvieron invisibles en la era soviética de posguerra). Quienes habían emigrado se transformaban rápidamente y a medida que se asimilaban su música se americanizaba poco a poco. 
El Estado de Israel fundado en 1948, ofreció un nuevo hogar para todos los sobrevivientes del Holocausto y en general para todos los judíos habitantes de la diáspora en todo el mundo. El joven Estado estaba en búsqueda de una nueva cultura, una nueva identidad nacional. El deseo de los sabras (los judíos nacidos en Israel) y los nuevos emigrantes, era cortar los lazos con el pasado, con Europa y con la diáspora, además de fortalecer la identidad judaica común y construir una nueva sociedad. La lengua yiddish y la música klezmer quedaron relegadas al desván de la historia, porque allí, entonces, eran el símbolo de un período oscuro, un recordatorio del Holocausto y las persecuciones. Es un hecho que después de la Segunda Guerra Mundial, las inclinaciones hacia la asimilación cultural y el sionismo entre los judíos norteamericanos fue desvaneciendo la música klezmer. Incluso gigantes del klezmer habían adoptado el modo musical israelí (1963, en Estados Unidos, el clarinetista klezmer Ray Musiker grabó “Tzena Tzena”, “Hava Nagila”, “Hevenu Shalom Aleykhem”, etc.). Las canciones y bailes israelíes se hicieron populares, por ejemplo Tzena Tzena estuvo entre los rankings de éxito. Estaba surgiendo una nueva música popular hebrea, nació un nuevo, enérgico y orgulloso folclore, mientras el klezmer se encontraba en un estado letárgico despertando aquí y allí solo en algunos momentos en bodas y bar mitzvahs.
Después de los años 1940, la música klezmer había perecido, casi totalmente devastada en Europa por la muerte de tantos músicos judíos, e incapacitada para hacerle frente a las reivindicaciones rivales de la música folclórica israelí emergente, del reciente Estado creado. El klezmer quedó relegado a la nostalgia.
En 1941 Brandwein grabó su última sesión. Esto marca el inicio del fin de una era para el klezmer. Una nueva generación había crecido en el continente, que estaba más interesada en el jazz que en el klezmer, hablando más inglés que yiddish. 
Para la Segunda Guerra Mundial la mayoría de emisoras de radio yiddish habían cerrado y el teatro yiddish estaba en decadencia. Durante la guerra las comunidades judías de Europa Oriental fueron diezmadas por el Holocausto, que por ejemplo, puso fin definitivo a la música klezmer en Polonia - adicionalmente, la profesión y el género klezmer, serían reprimidas en los países controlados por la Unión Soviética. Parecía que el klezmer dejaría de existir.

#### Años 1950
Sin embargo, el filamento del klezmer tradicional no desapareció del todo. Sam Musiker tocaba en Estados Unidos durante el período de posguerra, una mezcla de klezmer y jazz un ‘klezmer americanizado’. Llegó a ser el yerno de Dave Tarras y le persuadió a que grabara en estudio el disco ‘Tantz’ en 1956. Abe Schwartz continuó tocando en los Hoteles de Catskill después de la guerra, como Tarras, tocando para simkhes u ocasiones festivas. Muchos músicos jazz importantes actuaban con Tarras en estos eventos. Otras bandas satisfacieron la necesidad de música en las comunidades judías, interpretando, principalmente jazz y pop moderno para simkhes, con la ocasional tonada extra ‘Hava Nagila’. Algunos teatros yiddish continuaron en Nueva York y en otras partes de América y Europa, pero el número de yiddish-parlantes se redujo a un ritmo constante.
Al mismo tiempo los grupos jasídicos asentados en lugares como Brooklyn, Nueva York, continuaron hablando yiddish, practicando la religión y manteniendo la cultura folclórica yiddish (ligeramente americanizada pero no asimilada). Su música adoptó los teclados y bajos eléctricos, pero continuaron el tejido del klezmer con adiciones de melodías religiosas y hebreas y palabras y sonidos del Medio Oriente.

#### Años 1960
Para los años 1960 la música klezmer tradicional realmente sobrevivía sólo en las comunidades jasídicas y en los recuerdos de la generación más vieja.
Entretanto, muchos músicos judíos tocaban en la música dominante, fuera clásica, jazz, pop, rock, música para cine o teatro. Hubo un crecimiento en la popularidad del baile folclórico israelí – se establecieron varios grupos de danza folclórica y era una actividad popular entre los grupos juveniles, aunque era bailada con la música grabada (o voces y guitarra). Incluso en Catskills, cerca del 80 % de la música era americana, el resto era latina o israelí. Un par de canciones populares de esa época eran, ‘Twistin’ the Freilachs’ y las versiones latinas en chachachá y merengue de Rozhinkes mit Mandlen, ‘Pasas y Almendras’.
En estos años del crepúsculo (Sapoznik), se destaca un artista judío – Mickey Katz se popularizó en los 60 con sus presentaciones y discos. Aunque era más conocido por sus rutinas cómicas en yinglish (una mezcla de yiddish e inglés) que incluía parodias de canciones estadounidenses, también era disc jockey en la radio, dirigía revistas musicales yiddish tales como ‘Borscht Capades’ y grabó álbumes instrumentales incluyendo ‘Música para bodas, barmitzvahs y brisses’. Trabajaba siguiendo la tradición de la vibrante cultura yiddish de los años previos a la guerra. Años más tarde, el jazzista Don Byron se interesó en la música de Katz y grabó un álbum como tributo ‘Don Byron Plays the Music of Mickey Katz’.

### Resurgimiento
El término de revival (renacimiento) klezmer puede ser inadecuado, porque implica el regreso de un estado de muerte. De hecho el klezmer, jamás murió, simplemente se encontraba en un estado de hibernación, que esperaba mejores tiempos. Hay diversas opiniones, se dice que el klezmer fue adecuadamente revivido (Seth Rogovoy), o re-energizado (Mark Slobin) y fue denominado como ‘Klezmer’ en tanto género, del mismo modo en que la música irlandesa fue denominada ‘Celta’.

#### Años 1970
A fines de la década de 1970, hubo un resurgimiento klezmer, que se debe a músicos clásicos, de jazz, folk o pop, entre otros, por Giora Feidman, Zev Feldman, Andy Statman, Henry Sapoznik (Kapelye) o Lev Liberman (The Klezmorim), y Hankus Netsky (The Klezmer Conservatory Band), quienes sacaron parte de sus repertorios, de las antiguas grabaciones y de los músicos sobrevivientes del klezmer estadounidense.
Estos músicos formaron nuevas bandas y fortalecieron el resurgimiento del klezmer. Se convenció a Tarras para que interpretara y grabara su álbum de 1979 ‘Master of the Clarinet’. The Klezmer Conservatory Band (KCB), de Boston iniciado por Hankus Netsky, se volvió un terreno de entrenamiento para algunos klezmorim de la nueva generación, que persistieron y formaron sus propias bandas como Frank London con The Klezmatics, Deborah Strauss y Jeff Warshauer con The Strauss-Warshauer Duo y Kurt Bjorling con Brave Old World.
En Latinoamérica, el argentino Giora Feidman, músico de cuarta generación de una familia de klezmorim de Besarabia, fue el primero en llevar la música klezmer a una nueva audiencia, la generación de la posguerra que no pasó por la experiencia de las atrocidades. Sintió la necesidad de pasarse de la música clásica al klezmer, para dedicar su talento excepcional y habilidad como intérprete clásico a la revitalización del klezmer. Su primer álbum Jewish Soul Music (1972), contiene un lenguaje musical basado en la interpretación más que en la fidelidad de los textos originales. Las melodías cantadas - la elección de la palabra cantada en vez de tocada es intencional- por Feidman, las melodías klezmer, los freylakhs, las doinas, los bulgars alcanzaron un nivel de emoción única y sensibilidad impalpable. Este álbum es un hito en el resurgimiento klezmer, que lo convierte en un verdadero pionero de este renacer cultural y a su nombre, en un sinónimo de música klezmer popular y emotiva. Mientras Giora Feidman destilaba la esencia, en su álbum Jewish Soul Music, los jóvenes artistas Andy Statman, Henry Sapoznik, Michael Alpert, Hankus Netsky, Joel Rubin, buscaban una especie de autenticidad histórica, escuchando todo el repertorio grabado en discos de 78 RPM y creando el “neo-klezmer”. 
En Estados Unidos,de forma paralela, jóvenes músicos encontraron un nuevo interés por la música de sus ancestros, hubo un movimiento para descubrir las raíces, no sólo entre los judíos. El libro de Alex Haley y las series televisivas “Raíces”, jugaron indudablemente un papel importante en el re-despertar en muchos el interés en la historia genealógica entre todas las partes de la población. Las variadas minorías, incluyendo a los judíos reclamaron su parte de la herencia histórica y cultural. El klezmer renace de las cenizas del Holocausto como efectuando una venganza. Así el resurgimiento klezmer es la directa consecuencia de la búsqueda de identidad cultural en un lugar ajeno y lleno de inmigrantes de todos los orígenes y variadas procedencias culturales.
Se percibió una revivificación general en el interés en la música folclórica, algunos investigadores encontraron su camino en la YIVO, el Institute for Jewish Research, fundado en 1925 en Vilna y reubicado en Nueva York en 1947, junto con su enorme biblioteca y colección de grabaciones de música klezmer. Su interés se elevó, encontraron klezmorim sobrevivientes y fueron a tocar y a aprender de ellos.
Otros californianos como Michael Alpert y Stuart Brotman también redescubrieron los viejos discos de 78 RPM de gigantes del klezmer, particularmente, Dave Tarras y su rival, Naftule Brandwein. Mientras tanto, en la costa este, Hankus Netsky había empezado su banda klezmer experimental KCB o The Klezmer Conservatory Band, mientras enseñaba en el Conservatorio de Nueva Inglaterra en Boston, y Alpert se unía con Sapoznik y otros para formar Kapelye.
Andy Statman fue otro de los precursores, que allanó el camino para el resurgimiento del género. Se dio cuenta de que “ya nadie más estaba tocando klezmer” y quiso “mantenerlo vivo.” Conoció a Dave Tarras, uno de los máximos clarinetistas de la generación de la migración, quien se convirtió en su mentor y le legó su rico repertorio y sus clarinetes. Su primer álbum “Jewish klezmer Music” (1977), con Zev Feldman es una verdadera joya. Presenta un pequeño ensamble que produce música auténtica y viviente.
También en 1977, fue estrenado el álbum ‘East Side Wedding’ la primera grabación en vinilo de The Klezmorim, un grupo de Berkeley, California. Los miembros del grupo (Lev Liberman, Stuart Brotman, David Julian Grey, David Skuse, Greg Carageorge, Laurie Chastain…) venían del jazz clásico y del folk. Su meta era recrear las orquestas klezmer que grabaron en las primeras décadas del siglo XX, los solos de clarinete y flauta apoyadas por un gran banda. Lev Liberman comentó: “Mi búsqueda del klezmer comenzó en 1971 cuando deduje que un solo género, había unido música folclórica rusa y rumana, a la sonorización de los dibujos animados de la era de la Gran Depresión, el jazz primigenio y las composiciones de Gershwin, Weil, y Prokofiev.”
La revitalización (Alpert) klezmer aumentó rápidamente, trayendo consigo músicos – que fueron antes, intérpretes de jazz, bluegrass (Statman), country (Sapoznik), de música balcánica (Lauren Brody de Kapelye) y otros tipos - que fueron envueltos por el magnetismo de la música y el cambio en el clima social. La KCB en particular, estuvo siempre abierto a músicos de todos los orígenes, así vemos la contribución hecha por el clarinetista afroamericano Don Byron en la primera fase de la banda, o a la rubia trompetista no-judía, Ingrid Monson (ahora etno-musicóloga de música afroamericana en la Universidad de Harvard). La nueva diversidad se tradujo en el hecho de que cada banda podía tener un perfil distinto bajo la sombrilla del klezmer. La KCB se inclinó hacia los arreglos para un ensemble numeroso que recuerdan algunos de los primeros discos, que reflejaban el interés del klezmer en el sonido de las bandas americanas del temprano siglo XX. Kapelye acentuó más las raíces de Europa Oriental, y Feldman y Statman intentaron conseguir el sonido del siglo XIX. Pero todos sacaron un repertorio que iba más allá de las melodías para baile. Las vivaces canciones la música del pop judío-americano de comienzos del siglo XX, probaron ser un gran atractivo para las audiencias, de las que algunos recordaban las canciones de su juventud. Algunas bandas fueron atraídas a las canciones comprometidas con la justicia social, yendo del movimiento obrero a los himnos socialistas

#### Años 1980
Poco después, a partir de entonces, en los años 1980, ocurrió un segundo resurgimiento en tanto crecía el interés en interpretaciones inspiradas más tradicionalmente con instrumentos de cuerda, en buena parte con no-judíos de Estados Unidos y Alemania. 
Los músicos empezaron a prestar atención a las tradiciones “originales” pre-jazzísticas, en tanto que otros, como Josh Horowitz, Yale Strom, Bob Cohen, pasaron años haciendo investigación de campo en Europa central y oriental. Además, comenzaron a seguirle la pista al viejo klezmer europeo escuchando grabaciones, encontrando transcripciones, y haciendo investigaciones de campo de los pocos klezmorim que quedaban en Europa oriental. Intérpretes clave en este estilo son Joel Rubin, Budowitz, Khevrisa, Di Naye Kapelye, The Chicago Klezmer Ensemble, los violinistas Alicia Svigals, Steven Greenman y Cookie Segelstein, la flautista Adrianne Greenbaum y el cimbalista Peter Rushefsky. Otros artistas como Yale Strom usaron su investigación de primera mano como fundamento para más de una fusión entre repertorio tradicional y composiciones originales, así como la incorporación de elementos musicales gitanos en el estilo judío. Grupos como Brave Old World, Hot Pstromi y The Klezmatics también surgieron durante este periodo.
En 1984 se fundó en Estados Unidos el Yiddish Folk Art Institute y el año siguiente fue la sede del primer Klezkamp –un festival de música, idioma, baile, canción artística, canción folclórica, historia del folclor y poesía yiddish. Fue seguido por el desarrollo de eventos similares en América y Europa. Estos eventos han sido un rasgo esencial del resurgimiento klezmer.
En 1985 Henry Sapoznik y Adrienne Cooper fundaron KlezKamp para enseñar klezmer y otra música yiddish.
En Europa Giora Feidman dejó la Filarmónica israelí y forjó una nueva carrera tocando música klezmer, ganando nuevas audiencias y creando un enorme impacto en Alemania con su actuación como clarinetista klezmer en una obra sobre el gueto de Vilna. Sus talleres en Alemania y Suiza inspiraron una nueva generación de klezmorim en Europa –judíos y gentiles. Este resurgimiento europeo fue estimulado, más adelante por grupos klezmer de Estados Unidos que iban a Europa de gira. Adicionalmente, algunos de los últimos emigrantes de la ex-Unión Soviética como German Goldenshteyn llevaron sus repertorios sobrevivientes a los Estados Unidos e Israel en esta década.
En Inglaterra, una de las primeras señales del resurgimiento fue un evento que acompañó la exhibición Anne Frank de 1987, en Sheffield, un concierto klezmer tocado por un grupo de Sheffield y Leeds. Este fue seguido por una serie de talleres locales para jóvenes y adultos, dirigido por Ray Kohn. Dentro de Europa, después de la Segunda Guerra Mundial, ciertos elementos de la música klezmer persistieron sólo en aquellas partes de la Unión Soviética que había estado bajo ocupación rumana, y en las que, una sustancial población judía, de lengua yiddish sobrevivió a la guerra. La música klezmer re-emergió en la ex-Unión Soviética, Polonia y en otros lugares de Europa a través del impacto de intérpretes americanos después de 1989

#### Años 1990 ysigloXXI

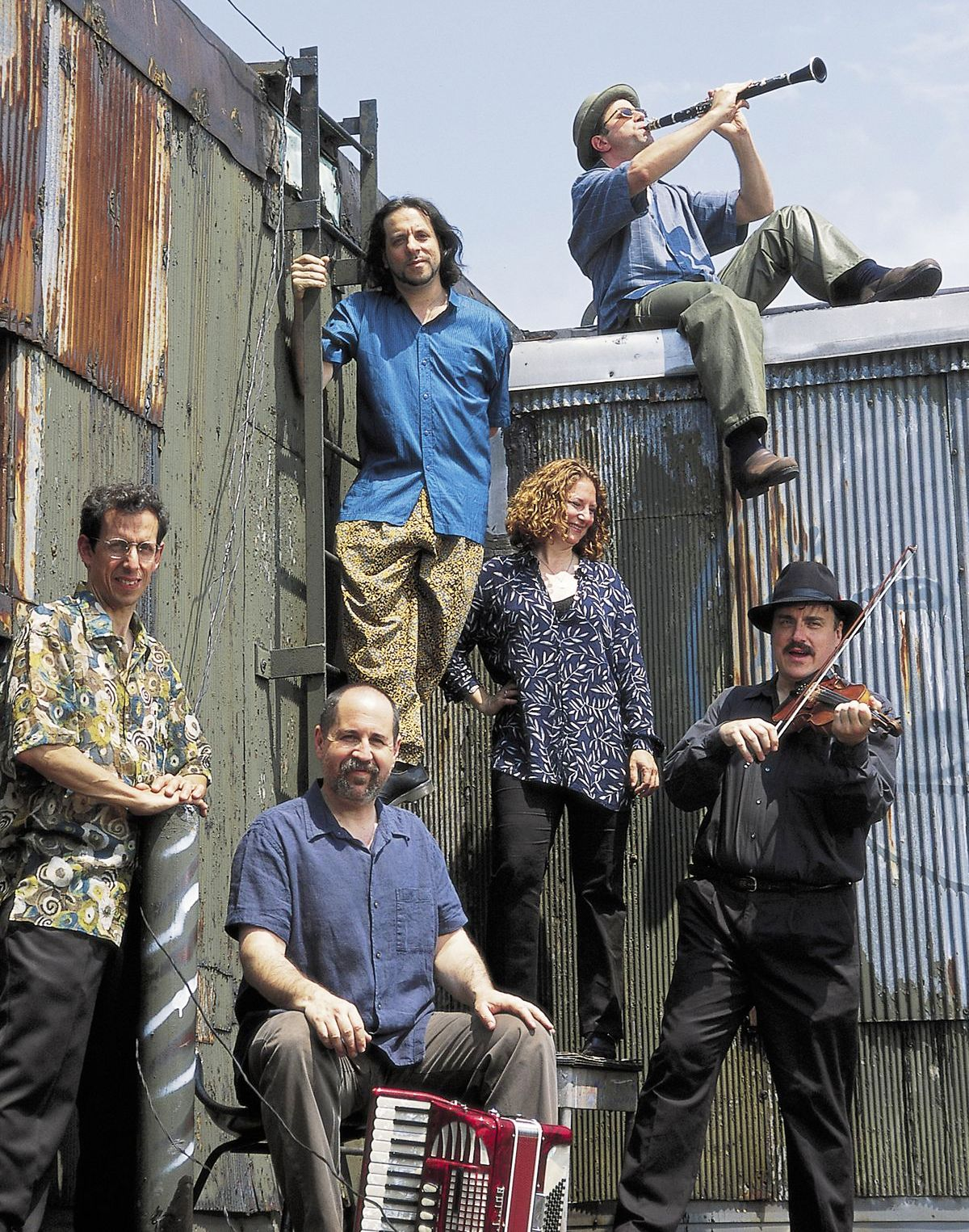
The Klezmatics.

Gradualmente, esta vitalidad klezmer se filtró en el mercado musical general en tanto la cultura dominante se hizo consciente de una nueva fuente de energía. La nueva oleada del desarrollo klezmer fue en direcciones inesperadas. Una fue la exportación de bandas a Europa, llevando una música que fue europea de regreso a sus orígenes y consiguiendo un enorme impacto en la mentalidad del lugar, especialmente en Alemania, y su atormentada relación con la cultura judía. Otra dirección llevó a la idea klezmer a la escena musical experimental en el centro de Nueva York, donde por ejemplo, Don Byron forjó su carrera como vanguardista después de dejar la KCB. Frank London, también de la primera generación de la KCB, se asoció como otras estrellas para formar The Klezmatics, una de las bandas más influyentes de la segunda ola. Michael Alpert se pasó de Kapelye a Brave Old World, otro grupo innovador. Andy Statman decidió conectarse a la religión, de forma pionera, en el sentido personal y musical. 
Y el klezmer de algún modo se vio envuelto, por la difundida onda llamada “World Music”, creada por la industria discográfica como sello y herramienta de marketing. Mientras tanto, el crecimiento de estructuras colectivas como Klezkamp, que empezó en 1985, tendía a institucionalizar los descubrimientos, estilo interpretativo y filosofía de los pioneros del resurgimiento klezmer.
Para inicios de 1900 bandas como The Burning Bush (formada por la cantante y cronista Lucie Skeaping) y The Klezmer Festival Band de Gregory Schechter tuvieron una presentación satisfactoria en concierto, en radio y televisión.
Los músicos del área de la bahía de San Francisco también contribuyeron a revivir interés en la música klezmer llevándolo a nuevo territorio. El clarinetista Ben Goldberg tocó en klezmorim establecidos en dicha área y formó el aclamado New Klezmer Trio con el percusionista Kenny Wollesen. The New Klezmer Trio abrió la puerta para la entrada de experimentos radicales con música ashkenazi y allanó el camino para Masada de John Zorn, Naftule’s Dream, el proyecto de Don Byron sobre Mickey Katz y la Banda Davka de Daniel Hoffman. The New Orleans Klezmer All Stars también se formó en 1991 con una mezcla de funk de Nueva Orleans, jazz y estilos klezmer.
El interés por el klezmer fue preservado y apoyado por músicos de jazz avant-garde, bien conocidos como John Zorn y Don Byron, quienes a veces mezclan klezmer con jazz. Las melodías klezmer han sido incorporadas recientemente en canciones por la banda Ska Streetlight Manifesto. De igual forma nuevos grupos han hecho innumerables experimentos de fusión experimentales con géneros tan diversos como el techno y el rock metal. Esta vívida y conmovedora música es ahora más popular que nunca, siendo interpretada y tomada en nuevas direcciones por grupos en todo el mundo.
La Jewish Music Distribution se convirtió en una fuente útil de recursos de grabaciones y libros y el Jewish Music Institute (JMI) que se fundó en la Escuela de Estudios Orientales y Africanos de la Universidad de Londres. Merlin Shepherd (de Burning Bush y luego de Budowitz) guio el camino en la enseñanza del klezmer en el modo tradicional en talleres a través del país y la enseñanza del klezmer en el primer Klezfest del JMI en Londres en el 2001. Como también suministrando un ambiente para el aprendizaje del klezmer, danza, idioma yiddish, canción y cultura, los Klezfests anuales de Londres son una oportunidad para escuchar a los mejores músicos de todo el mundo y proporcionan una vitrina para la siguiente generación de klezmorim.
A inicios de 2008, el proyecto “Los Otros Europeos”, fundado por varias instituciones culturales de la UE, invirtieron un año realizando un intenso trabajo de campo en Moldavia bajo el liderazgo de Alan Bern y el estudioso Zev Feldman. Buscaban explorar las raíces klezmer y lăutari, y fusionar la música de los otros dos “grupos europeos”. La banda resultante ahora se presenta internacionalmente. Como con esta agrupación musical, grupos como Di Naye Kapelye y Yale Stom & Hot Pstromi han incorporado músicos y elementos gitanos desde sus comienzos.
Yale Strom describe a la nueva generación de klezmorim como ba’ale kulturniks (señores de cultura) más que los renovadores, denotando que estos, regresan a la cultura y la transmiten a otros. Al respecto, Strom, esquematiza y refiere cinco olas o generaciones de klezmorim en Estados Unidos y América en general. La primera fue la nació y se educó en Europa Oriental antes de la Segunda Guerra, sus grabaciones y música formaron un repertorio central para las generaciones siguientes. La segunda generación fue aquella que nació en Estados Unidos o emigró siendo joven y su música refleja la influencia del swing. La tercera generación fue la de los años 70 que aprendió de las dos generaciones anteriores. La cuarta empezó a tocar en los años 80, aprendiendo de las tres anteriores pero empezando a ampliar las fronteras musicales. La quinta generación empezó a tocar en los años 90, aprendiendo de la tercera y cuarta generación más que de las primeras, pero con la ayuda de muchos recursos que se había desarrollado en los veinte años previos.
Las últimas dos décadas han presenciado el crecimiento de bandas que interpretan y graban una amplia variedad de música klezmer –algunas intentan recrear el sonido de los klezmorim de finales del siglo XIX, otros muestran influencias del jazz, rock y otras tradiciones musicales, algunos - como The Burning Bush - incluyen música sefardí y canciones en ladino, otros incluyen canciones yiddish (tradicionales, y nuevas composiciones). La música klezmer se escucha en películas y teatros así como en radio y televisión, es tocada de nuevo en bodas, barmitzvahs y otras simkhes. Eventualmente, la música klezmer se convirtió en un modo para los judíos seculares, de identificación con su pasado, sin referenciar el sionismo o la práctica religiosa.
Se puede distinguir esquemáticamente tres corrientes en la música klezmer: los músicos centrales (The Epstein Brothers, The Maxwell Street Klezmer Band...) practican esencialmente en circunstancias paralelas a los rituales, como bodas y otros festivales judíos. Otros músicos tradicionales (Joel Rubin, Andy Statman, Di Naye Kapelye o Budowitz) tienden a reactualizar el sonido y los arreglos del pasado. Pero para la mayoría de los klezmorim contemporáneos, el escenario está abierto, escenario en el que pueden expresar su propio universo, compartir ideas artísticas y llevar sus propias composiciones, aceptando las influencias de todas las tendencias actuales como el jazz (The Klezmorim, The Flying Bulgar Klezmer Band, The New Klezmer Trio, David Krakauer, Kol Simcha, Klezmokum...), jazz libre (John Zorn, Eliott Sharp, Anthony Coleman...), música pop (Mickey Katz...), Rock and Roll (The Klezmatics, Avi & Yossi Piamenta) y otro tipo de música étnica: india, bhangra (Pharaoh's Daughter), árabe (Bustan Abraham), celta, etc. Como en siglos pasados, algunas bandas klezmer (Brave Old World, The Klezmatics, The Klezmer Conservatory Band, Kapelye...) usan sus canciones yiddish para expresar sus preocupaciones, inquietudes, y reivindicaciones sociales, civiles, políticas, sexuales, económicas y culturales propias de los finales del siglo XX y los albores del siglo XXI.
En España destacan Barrunto Bellota Band y Trivium Klezmer.
Se puede también conocer Itzhak Perlman.

## Estilo
El klezmer es fácilmente reconocible por sus características melodías expresivas, reminiscentes de la voz humana, llena de risa y sollozo. No es coincidencial; el estilo intenta imitar el canto del jazan o cantinelas religiosas. Para producir este estilo se usa una serie de dreydlekh (giros, ornamentos musicales), tal como krekhts (imitación de gemidos o suspiros).
El klezmer también asume la propia tradición de la música jasídica y le incorpora sonidos, instrumentos y modos de interpretar de aquellos países en donde habitaban los judíos de la diáspora. 
La influencia rumana es, quizá, la más fuerte y la más perdurable de los estilos musicales que influyeron a los músicos klezmer tradicionales. Estos escuchaban y adaptaban la música tradicional rumana, que se refleja en las formas de baile encontradas a lo largo del repertorio klezmer sobreviviente (p. ej. Horas, Doinas, Sirbas y Bulgars).